# Système politique de la Restauration (Espagne)

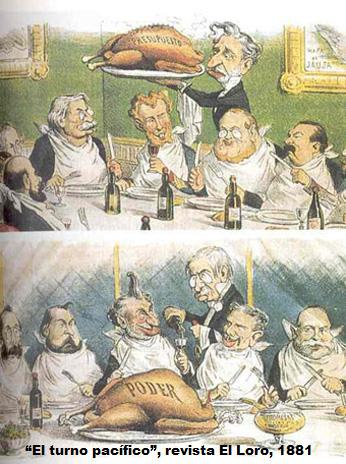
Caricature dEl Loro (1881) sur le « turno pacífico » entre les deux grands partis de la Restauration : conservateurs et libéraux. En haut le leader libéral Sagasta servant la table du gouvernement conservateur présidé par Cánovas. En bas, c'est Cánovas qui fait de même avec le gouvernement libéral dirigé par Sagasta.

Le système politique de la Restauration est le système politique en vigueur en Espagne pendant la période de la Restauration, entre la promulgation de la Constitution de 1876 et le coup d'État de 1923 qui instaure la dictature de Primo de Rivera. Sa forme de gouvernement était celle d'une monarchie constitutionnelle, mais elle ne fut ni démocratique ni parlementaire, « bien qu'éloignée de l'exclusivisme de parti de l'ère isabelline ». Le régime « fut défini comme libéral par ses partisans et comme oligarchique par ses détracteurs, notamment les régénérationnistes. Ses fondements théoriques se trouvent dans les principes du libéralisme doctrinaire », souligne Ramón Villares.
Le régime politique de la Restauration fut mis en place pendant le bref règne d'Alphonse XII (1874-1885) qui constitua « un nouveau point de départ pour le régime libéral en Espagne, ».
Sa principale caractéristique était le fossé entre, d’une part, la Constitution et les lois qui l'ont accompagnée, et d'autre part le fonctionnement effectif du système. En apparence, il s'agissait d'un régime parlementaire, semblable au modèle britannique, dans lequel les deux grands partis, conservateur et libéral, se succédaient au gouvernement en fonction des résultats électoraux qui déterminaient les majorités au Parlement, où la Couronne jouait un rôle de représentation et n'avait qu'un pouvoir symbolique. En Espagne au contraire, ce ne sont pas les citoyens ayant le droit de vote — à partir de 1890, les hommes de plus de 25 ans — qui décidaient, mais la Couronne, « conseillée » par l'élite dirigeante, qui déterminait l'alternance (le dénommé « turno ») entre les deux grands partis, conservateur et libéral, car une fois obtenu le décret de dissolution des Cortès — une faculté exclusive de la Couronne — le président du gouvernement nouvellement nommé convoquait des élections pour « fabriquer » une majorité confortable au parlement par le recours systématique à la fraude électorale, grâce au réseau de caciques déployé sur tout le territoire. Ainsi, suivant cette forme d'accès au pouvoir qui « bouleversait la logique de la pratique parlementaire », les gouvernements étaient formés avant les élections et non à la suite de celles-ci et les résultats des élections souvent même publiés à l'avance dans la presse. Comme le souligne Carmelo Romero Salvador, sous la Restauration « la corruption et la fraude électorale ne furent pas des anecdotes sporadiques ou des excroissances isolées du système, mais [résidaient] dans son essence, dans son être même ». Cela fut déjà constaté par des observateurs étrangers contemporains. L'ambassadeur britannique indiquait à son gouvernement en 1895 : « En Espagne, les élections sont manipulées par le gouvernement ; et pour cette raison, les majorités parlementaires ne sont pas un facteur aussi décisif qu'ailleurs ».
En 1902, le régénérationniste Joaquín Costa définit « la forme actuelle de gouvernement en Espagne » en termes d'« oligarchie et caciquisme », une caractérisation qui fut suivie par une bonne partie de l'historiographie de la Restauration.
L'historien José Varela Ortega souligne que la « stabilité du régime libéral », la « plus grande réussite de la Restauration », fut obtenue grâce à une solution conservatrice qui ne bouleversait pas « le statu quo politique et social » et qui tolérait un « caciquisme organisé ». Les politiciens de la Restauration « ne voulurent pas, n'osèrent pas ou ne purent pas, rompre tout le système en mobilisant l'opinion publique », si bien que « l'électorat se trouva exclu en tant qu'instrument de changement politique et c'est la Couronne qui prit sa place » d'arbitre des alternances au pouvoir. Cela signifiait l'abandon de la tradition progressiste de la souveraineté nationale (l'électorat comme arbitre des changements) pour placer la souveraineté dans « les Cortès avec le Roi ». Toutefois, en optant pour une solution conservatrice plutôt que démocratique, les politiciens de la Restauration « lièrent le sort de la monarchie à des partis qui ne dépendaient pas de l'opinion », ce qui eut des implications profondes pour la monarchie à long terme.

## Un projet politique de Cánovas del Castillo

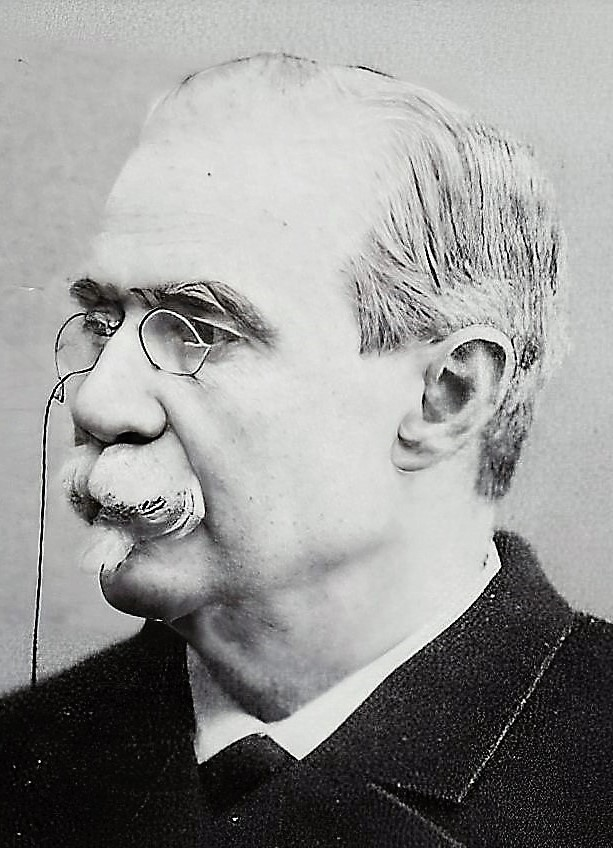
Antonio Canovas del Castillo. Son projet politique constitua la base du régime de la Restauration.

À la différence du Parti modéré, qui prétendait revenir à la situation antérieure à 1868, Cánovas était convaincu que pour ne pas échouer de nouveau la monarchie devait être ouverte à toutes les sensibilités politiques libérales, sans être lié à un parti unique comme cela avait été le cas avec les modérés au cours du règne d'Isabelle II. Pour Cánovas, les limites des forces politiques devant être exclues de la nouvelle monarchie étaient marquées à droite par le carlisme et à gauche par le républicanisme :

« Mon intention est que personne ne cesse d’être alphonsin en raison de ses antécédents ou par scrupule politique, et pour cela il faut deux centres, au moins, dans chaque localité ; l’un plus conservateur où ceux que l’impatience avait rendus carlistes trouveront leur place lorsqu’ils verront que le carlisme est la plus lente et la plus difficile des solutions ; et un autre plus libéral où pourront se réfugier tous ceux déçus par la révolution. C’est seulement de cette manière que peut se former le large moule dont une dynastie a besoin pour rendre l’institution monarchique solide et féconde. »

Ce projet fut exprimé dans le Manifeste de Sandhurst, rendu public le 1er décembre 1874 par le prince Alphonse de Bourbon et soigneusement rédigé par Cánovas, . Feliciano Montero souligne que le Manifeste constitue « peut-être la meilleure synthèse du projet canoviste de restauration alfonsine », « synthèse parfaite des principes inspirateurs du nouveau régime », qu'il résume en quatre points : « combler par la légitimité dynastique un vide politique et juridique qui s'était de fait creusé durant le sexennat » ; « réconcilier, pacifier, rechercher des voies de transaction, pour donner de la place à un maximum de positions » ; « une souveraineté nationale partagée entre le roi et les Cortès » ; et une « solution « tolérante » annoncée à la question religieuse » (« Quelle que soit ma chance, je ne cesserai d'être un bon Espagnol, ni, comme tous mes ancêtres, un bon catholique, ni, en tant qu'homme du siècle, véritablement libéral », était la phrase de conclusion du Manifeste),  
Les intentions de Cánovas furent vérifiées lorsque, le 31 décembre 1874, il forma le Ministère-Régence après le triomphe du pronunciamiento de Sagonte qui avait proclamé le prince Alphonse nouveau roi d'Espagne, « sans combat ni effusion de sang », et que  le roi confirma dès son arrivée à Madrid. Cánovas avait pris soin d'intégrer dans son gouvernement non seulement ses propres partisans mais aussi deux hommes politiques importants du sexennat, Francisco Romero Robledo, ministre de l'Intérieur, et Adelardo López de Ayala, ministre des Outre-mer, ainsi qu'un militaire « septembriste », le général  Jovellar, au portefeuille de la Guerre. Il comprenait également un membre du Parti modéré, le marquis d'Orovio, chargé du ministère des Travaux publics,,. D'autres modérés rejetèrent l'offre de rejoindre son gouvernement lorsqu'ils apprirent que des septembrinos bien connus en feraient partie et que Cánovas confirma de plus qu'il n'avait pas l'intention de restaurer la Constitution de 1845. L'un des plus éminents modérés, Claudio Moyano, lui dit qu'il considérait la collaboration comme impossible « étant donné le chemin que je présume que vous avez l'intention de suivre » .

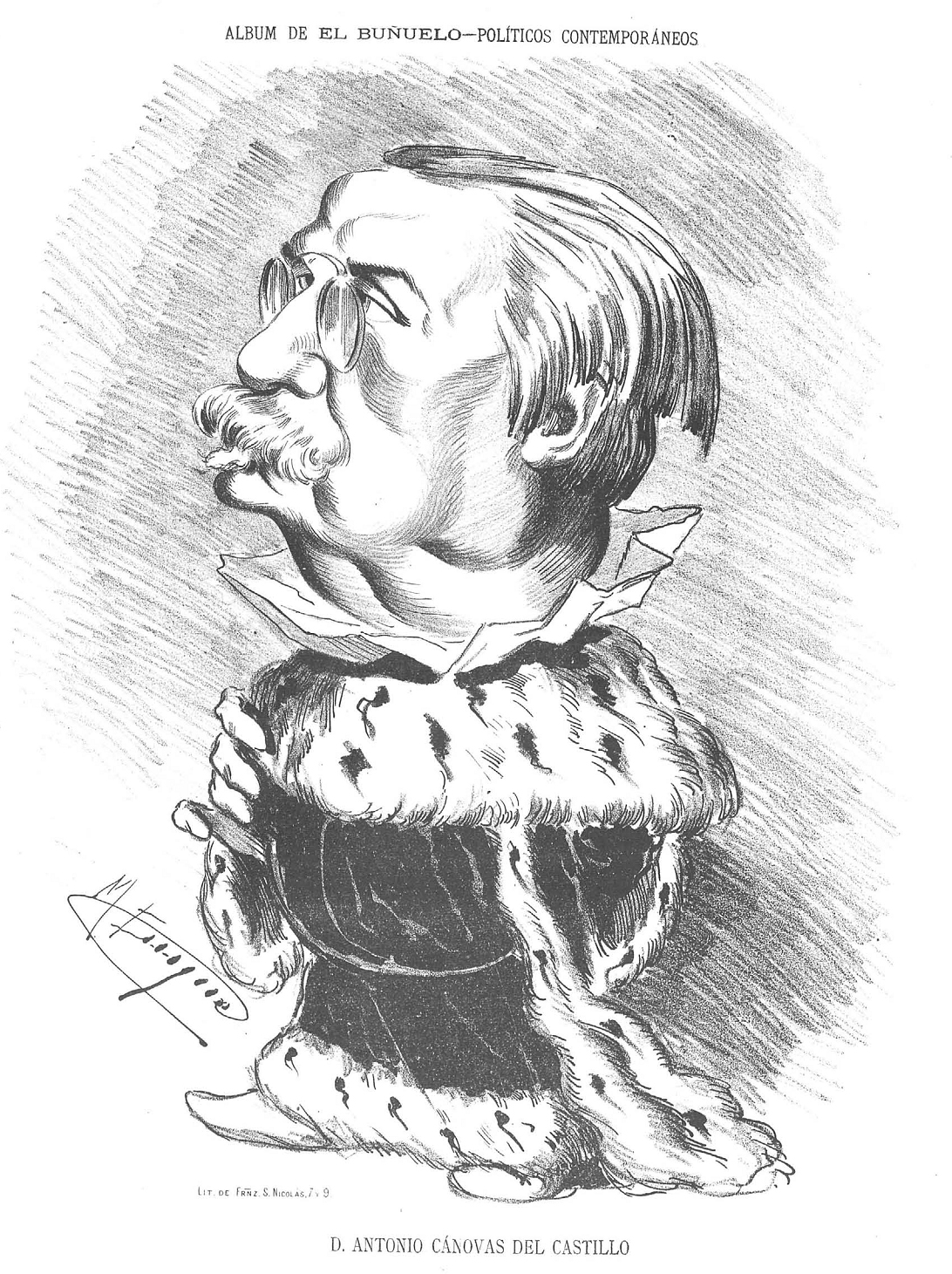
Caricature du président du gouvernement et chef du Parti conservateur, Antonio Cánovas del Castillo, vêtu de l'hermine royale, accusation fréquente chez ses détracteurs : « M. Cánovas règne et gouverne en même temps, même s'il montre plus de goût pour le premier que pour le second », déclara un éminent dirigeant libéral (revue satirique El Buñuelo du 10 février 1881).

L'objectif fondamental du projet politique de Cánovas — qui avait le plein soutien du roi Alphonse XII,,, — était de parvenir enfin à la consolidation et à la stabilité de l'État libéral, basé sur la monarchie constitutionnelle définie dans le Manifeste de Sandhurst. Pour ce faire, il pensait qu'il était essentiel de ne pas répéter l'erreur qui avait conduit à l'échec de la Monarchie d'Isabelle II : le lien exclusif de la Couronne avec l'un des courants du libéralisme (le modérantisme), ce qui obligeait l'autre (le progressisme) à recourir à la force (au pronunciamiento et au juntismo) pour accéder au pouvoir. Il fallait ainsi faire en sorte que les différentes factions libérales puissent alterner dans l'exercice du pouvoir sans mettre en danger le système lui-même,. De plus, si l'accès au pouvoir reposait sur le « turno pacífico » entre les deux grands courants du libéralisme, les militaires seraient relégués à leur sphère spécifique et la société civile retrouverait sa place. Il fallait donc démilitariser (civiliser) la vie politique et dépolitiser l'Armée.
Le principal obstacle que Cánovas del Castillo rencontra dans la réalisation de son projet ne vint pas de la gauche mais du Parti modéré — « la section réactionnaire du parti alphonsin », comme l'appelait l'ambassadeur d'Angleterre Layard — qui voulait revenir à la situation d'avant la révolution « glorieuse » de 1868, comme si rien ne s'était passé depuis lors ,,. Malgré d'importantes concessions faites aux modérés initialement,,,, Cánovas, comptant avec le soutien sans réserve du monarque, ne transigea pas avec leurs trois revendications principales  : le rétablissement de la Constitution espagnole de 1845 — qui avait régi la monarchie d'Isabelle II —, la restitution de « l'unité catholique » — qui aurait eu pour conséquence l'interdiction de tout culte non catholique et le monopole de l'Église sur les activités sociales primordiales (naissance, mariage, enterrement) et l'enseignement — et le retour immédiat de la reine Isabelle II de son exil à Paris,,,,,.
Des trois revendications des modérés, la plus conflictuelle s'avéra la restauration de l'unité catholique. Cánovas y opposa un refus catégorique car il considérait que cela empêcherait les « révolutionnaires de 1868 » de soutenir la nouvelle monarchie, ce qui la rendrait inviable à long terme, et parce que cela l'isolerait également au niveau international — la tolérance religieuse était le « moyen de convaincre de Europe que la Restauration ne signifiait pas une réaction », déclara Cánovas, —. Le roi lui apporta un soutien infaillible,,. Selon Feliciano Montero, le refus de Cánovas de rétablir l'unité catholique « devint précisément la clé de la dissolution des modérés en tant que groupe, et de la configuration définitive de son parti politique, le libéral-conservateur ». Fidel Gómez Ochoa va dans le même sens — c’était « la raison pour laquelle les modérés considéraient la Restauration amputée et la confiance malmenée » — mais il ajoute aussi la convocation au régime du suffrage universel des premières élections, qu'un éminent modéré rejeta dans une lettre adressée au roi car il mettait « en cause le droit légitime de S.M. au trône ».
D'autre part, Cánovas ne croyait pas à la démocratie et s'opposa toujours opposé au suffrage universel. Lorsqu'il fut finalement approuvé en juin 1890 sur proposition du gouvernement libéral de Sagasta, il affirma que son application « sincère », « si elle donne un vrai vote dans le gouvernement du pays à la foule, non seulement inculte, ce qui serait le moins grave, mais [à] la foule misérable et mendiante », « cela serait le triomphe du communisme et la ruine du principe de propriété ».

## Le cadre légal: la Constitution de 1876

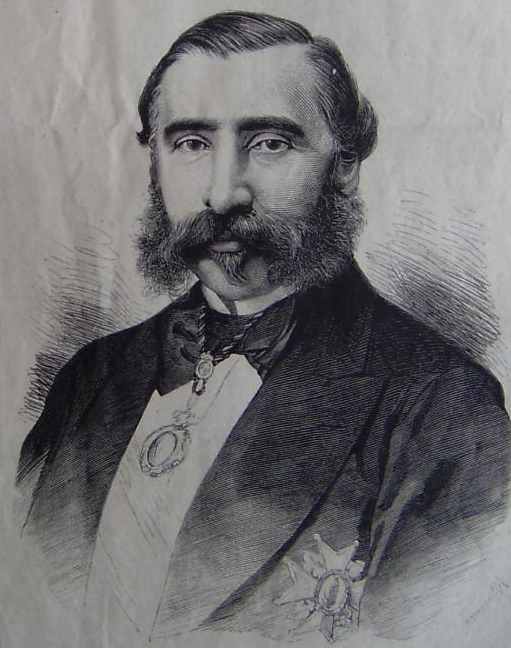
Manuel Alonso Martínez, leader du Parti constitutionnel, qui rejoignit le projet de Cánovas d'approuver une nouvelle Constitution, abandonnant la revendication du texte de 1869. Ses partisans étaient appelés centralistes du nom du groupe qu'ils formaient : le Centre parlementaire.

La Constitution de 1876 était une sorte de synthèse de celle de 1845 — modérée — et celle 1869 — démocratique —, mais avec une forte prédominance de la première puisqu'elle incluait son principe doctrinal fondamental : la souveraineté partagée des Cortès avec les roi, au détriment du principe de souveraineté nationale sur lequel reposait celle de 1869,,,,,.
Le principe de souveraineté partagée entre le Roi et les Cortès découlait de l'idée que « la monarchie en Espagne n'était pas une simple forme de gouvernement, mais le noyau même de l'État espagnol. C'est pourquoi Cánovas suggéra à la Commission de notables de proposer dans son avis [sur le projet de Constitution] l'exclusion des titres et articles faisant référence à la Monarchie de l'examen et du débat aux Cortès. La monarchie se trouvait ainsi au-dessus des déterminations législatives, tant ordinaires que constitutionnelles, ». Dans la pensée de Cánovas, la monarchie était la représentation par excellence de la souveraineté, mais aussi le symbole de la légalité et de la permanence, au-dessus de la lutte des partis ».
Elle conservait de la Constitution de 1869 son ample déclaration de droits individuels, mais les reconnaissait avec des restrictions en ouvrant la possibilité de leur limitation voire leur suspension par des lois ordinaires. Les questions les plus conflictuelles furent éludées en adoptant une formulation ambiguë et en laissant leur détermination à des lois à venir, ce qui permit à chaque parti, conservateur ou libéral, de gouverner selon ses propres principes, sans nécessité d’avoir recours à une modification de la Constitution,,,,,.
Ce fut le cas du suffrage, puisqu'il appartenait à la loi électorale de déterminer s'il serait restreint — comme le souhaitaient les modérés et les canovistes — ou universel — comme le défendaient les « révolutionnaires » constitutionnalistes de Sagasta —. Cependant, avec l'une ou l'autre loi — celle de 1878 qui impliqua le retour au suffrage restreint avec un droit de vote restreint à environ 850 000 citoyens ou celle de 1890 qui rétablit définitivement le suffrage universel (masculin), permattant à plus de 4 500 000 personnes de s'exprimer dans les urnes,,, — les élections de la Restauration furent caractérisés par une fraude massive. Les gouvernements étaient formés avant les élections, ils les convoquaient ensuite et obtenaient toujours une majorité confortable au Congrès des députés,.
Une autre question conflictuelle était celle de la composition du Sénat, la Chambre haute des Cortès de la restauration qui avait les mêmes pouvoirs que le Congrès. Il fut décidé que la moitié des 360 sénateurs le seraient à vie par « droit propre » (les amiraux de la marine, les capitaines généraux de l'armée et les grands d'Espagne), ou nommés par le roi (sur proposition du gouvernement) ; l'autre moitié serait élue pour une période de cinq ans par diverses corporations civiles, politiques et religieuses, et par les plus gros contribuables de chaque province, au suffrage indirect,,,.

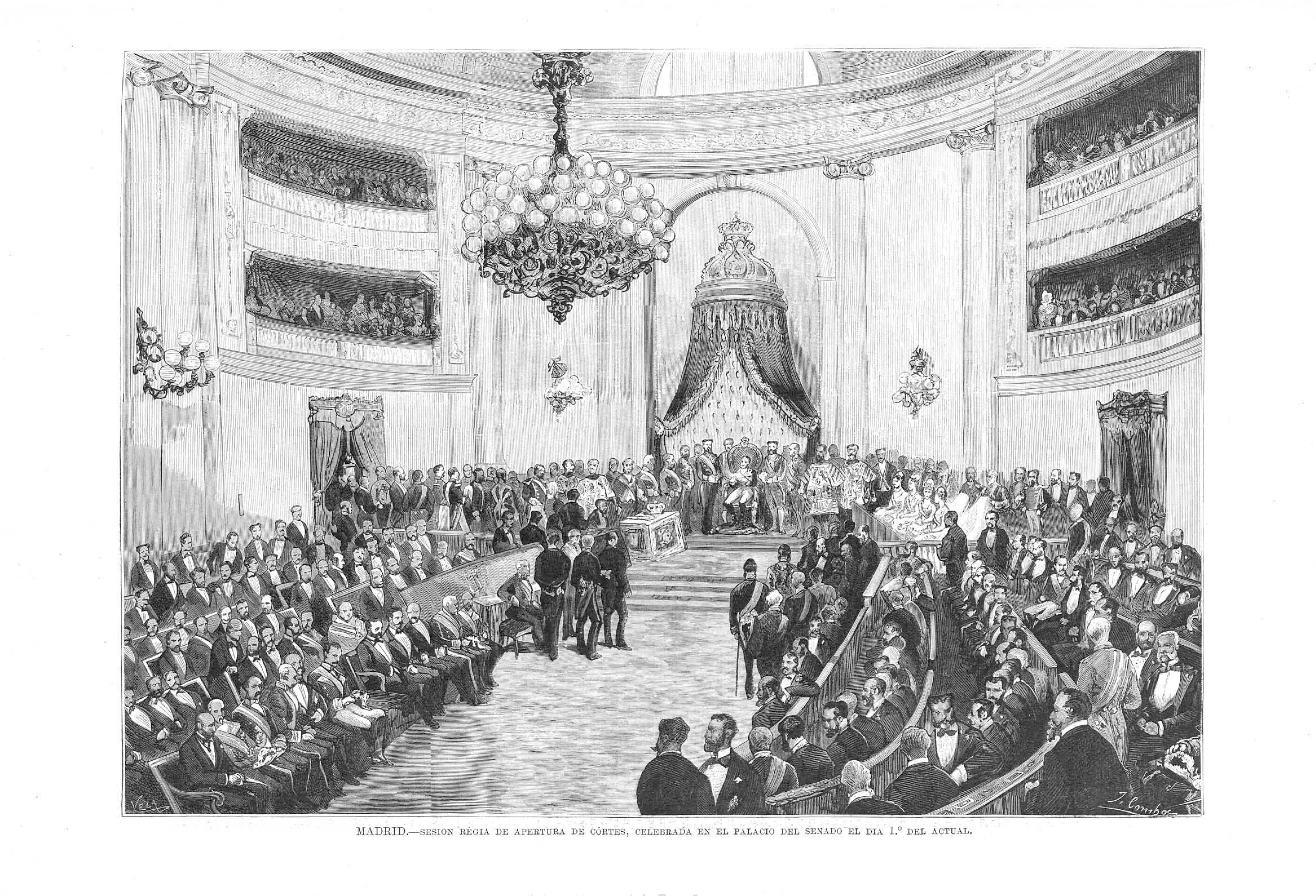
Séance d'ouverture des Cortès célébrée au Palais du Sénat le 1Er juillet 1878 (La Ilustración Española y Americana, 8 juillet 1878).

Concernant le députés, l'article 30 établissait qu'ils seraient élus pour une période de cinq ans, bien qu'en pratique aucune législature n'allât à son terme — seul le « Parlement long » libéral de 1885 à 1890 faillit aller à l’expiration du mandat —. La moyenne de durée d'une législature fut d'un peu plus de deux ans. La Constitution n'établissait pas la durée des sessions parlementaires, de sorte que, comme cela arriverait fréquemment et arbitrairement durant le règne d'Alphonse XIII, les gouvernements avaient la possibilité de les suspendre.
La question la plus controversée était sans doute la question religieuse. La liberté de culte reconnue dans la Constitution espagnole de 1869 fut abolie, mais Cánovas dut user de toute son autorité pour que l'unité catholique ne soit pas rétablie (comme dans celle de 1845),,,. La Constitution de 1876 affirmait le caractère confessionnel (catholique) de l'État, mais établissait simultanément la tolérance pour les autres religions dont on permettait la pratique privée,,. L'Église catholique finit par accepter la nouvelle situation car elle croyait que les lois organiques ultérieures respecteraient ses intérêts, ce qui se produisit effectivement, comme le cardinal primat espagnol le reconnut des années plus tard : « L'article 11 de la Constitution a protégé les intérêts catholiques plus efficacement qu'une disposition prohibitive ».

## Le fonctionnement réel du système
La principale caractéristique du régime de la Restauration était le fossé existant entre, d'une part, la Constitution et les lois qui la développaient (le « pays légal ») et, d'autre part, le fonctionnement effectif du système (le « pays réel »). En apparence, il s'agissait d'un régime parlementaire semblable au régime britannique dans lequel les deux grands partis, le conservateur et le libéral, se succédaient au gouvernement en fonction de résultats électoraux qui déterminaient les majorités au Parlement et le pouvoir de la Couronne n'était que symbolique et de représentation. Toutefois en Espagne, contrairement au Royaume-Uni, ce ne sont pas les citoyens ayant le droit de vote qui décidaient — à partir de 1890, les hommes de plus de 25 ans — mais la Couronne, « conseillée » par l'élite politique, qui déterminait l'alternance (le « turno ») entre les deux grands partis, conservateur et libéral, car une fois obtenu le décret de dissolution des Cortès — un pouvoir exclusif de la Couronne — le président du gouvernement nouvellement nommé convoquait des élections pour « fabriquer » une majorité confortable au parlement par le recours systématique à la fraude électorale grâce au réseau de caciques déployé sur tout le territoire. Ainsi, suivant cette forme d'accès au pouvoir qui « bouleversait la logique de la pratique parlementaire », les gouvernements changeaient avant les élections et non à la suite de celles-ci. En 1902, le régénérationniste Joaquín Costa définit « la forme actuelle de gouvernement en Espagne » avec les termes d'« oligarchie et caciquisme », une caractérisation qui fut suivie par une bonne partie de l'historiographie de la Restauration. Costa ne fut pas le premier à dénoncer la corruption et la fraude sur lesquelles reposait le régime. D'autres auteurs l'avaient fait auparavant, comme le républicain Gumersindo de Azcárate, qui publia en 1885 El régimen parlamentario en la práctica,.
José María Jover souligne également la dualité entre « constitution formelle et fonctionnement réel de la vie politique » comme caractéristique fondamentale du régime de la Restauration, notant que « toute analyse historique de la Constitution de 1876 doit partir du fait que la dynamique politique prévue dans ses articles — le rôle décisif du corps électoral, des majorités parlementaires qui partagent théoriquement avec le roi la fonction de maintenir ou de renverser les gouvernements — non seulement ne va pas se développer en pratique conformément à ces prévisions formelles, mais ce sont ses artisans eux-mêmes qui comptent par avance sur ce décalage entre la lettre et la réalité de son application ». Pour sa part, Carlos Dardé affirme que grâce à la dualité « constitution formelle et fonctionnement réel de la vie politique » « les partis pourraient [depuis le pouvoir] développer leurs projets tout en disposant du budget et d'emplois dans l'administration avec lesquels satisfaire leurs clientèles ; autrement dit, octroyer des faveurs à leurs partisans, qui pouvaient partager des idées communes, mais aussi rechercher des bénéfices matériels ».

### Le roi, arbitre entre les partis: la «prérogative royale»

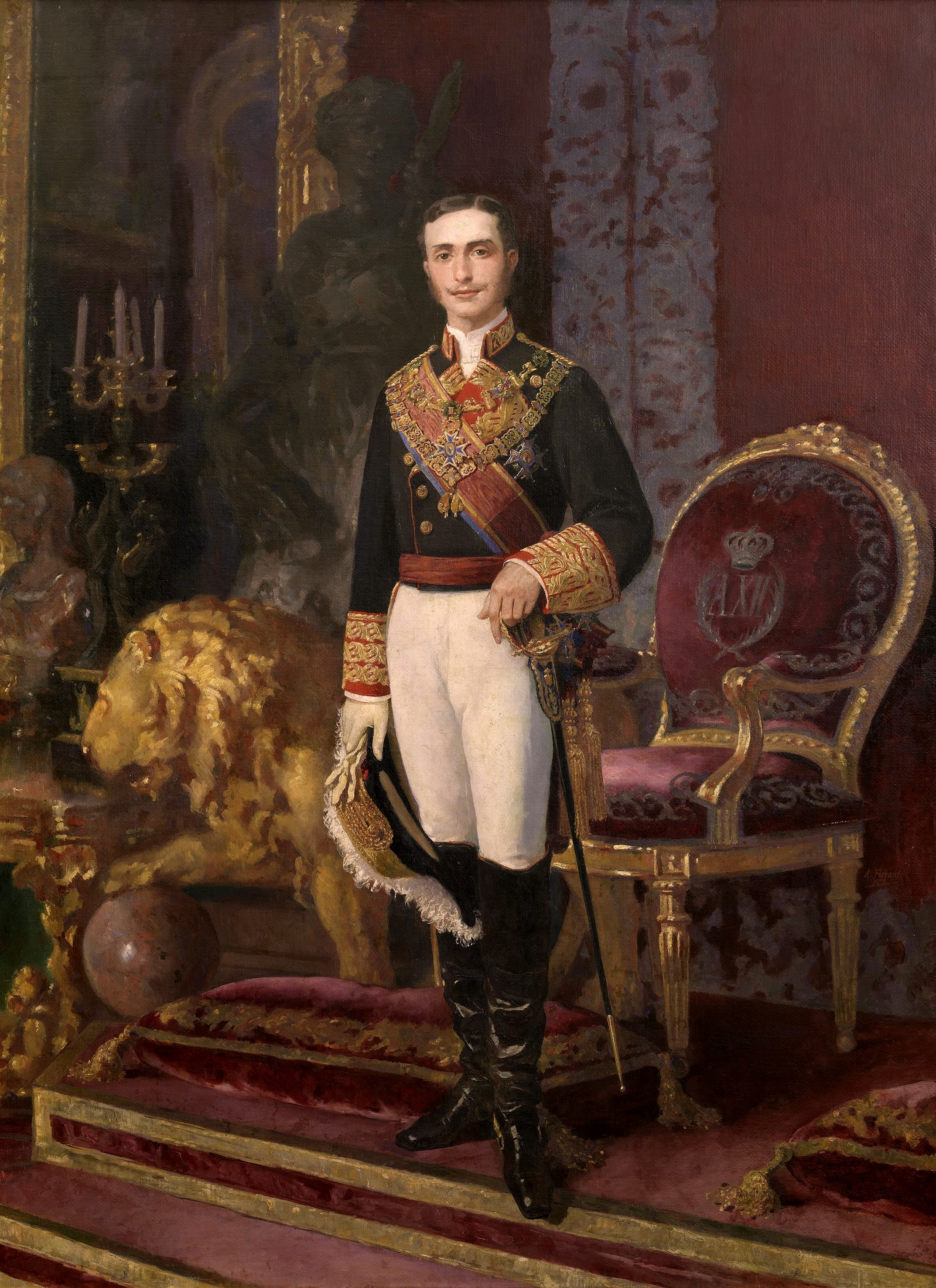
Portrait d' Alphonse XII près du trône et de l'un des deux lions du palais des Cortès par Alejandro Ferrant y Fischermans (vers 1875).

Pour Cánovas del Castillo, ce qui était survenu pendant la monarchie d'Isabelle II et le sexennat démocratique démontrait que l'opinion de la société civile n'était pas ce qui déterminait l'option politique devant occuper le pouvoir, puisque c'étaient les gouvernements qui « faisaient » les majorités parlementaires dont ils avaient besoin pour gouverner, et non les élections. La preuve en était que les gouvernements, quel que soit leur signe, gagnaient toujours les élections. « S'il y a quelque chose où nous avons une infériorité évidente par rapport à toutes les autres nations constitutionnelles, c'est la force, l'indépendance, l'initiative du corps électoral », déclara Cánovas. « Ici, le gouvernement a été le grand corrupteur. Le corps électoral, dans une large mesure, […] n'est autre qu'une masse qui bouge au gré et au goût de la volonté des gouvernements ». Un avis partagé par d'autres hommes politiques, comme le centralisateur Manuel Alonso Martínez : « Le corps électoral fait totalement défaut aujourd'hui en Espagne. […] Il n'y a rien de plus inégal en Espagne que la lutte de l'électeur contre le gouvernement ; le pouvoir, qui dispose entre ses mains d'immenses moyens, est généralement prodigue et généreux avec l'électeur ami, alors qu'il est injuste et même cruel avec l'électeur adversaire ».C'était également le cas pour les constitutionnalistes de Sagasta. Son journal La Iberia publie en mars 1877 : « Peut-on nier que nos coutumes soient mauvaises ?  […] Quel gouvernement a été vaincu dans la lutte électorale ? […] Aucun. Cela prouve que nous manquons […] de bonnes pratiques et de modération, de tempérance et d'impartialité des gouvernants ».
Ainsi, selon Cánovas, il était nécessaire de recourir à un autre instrument pour garantir l'alternance des deux grandes options politiques libérales, et cet instrument devait être la Couronne. « C'est le roi qui devait alternativement appeler l'un ou l'autre parti pour qu'ils n'y ait pas d'exclus qui, comme cela s'était produit durant le règne d'Isabelle II, demanderaient aux casernes militaires de réaliser ce qui leur était interdit pacifiquement ».
La Couronne devint ainsi le « pouvoir modérateur », garant que les gouvernements ne se maintiennent pas indéfiniment au pouvoir même après avoir perdu la confiance de « l'opinion » — l'opinion publique, celle des électeurs — grâce aux mécanismes dont ils disposaient pour truquer les élections. Le roi serait donc celui qui déterminerait les changements de gouvernement à partir de l'interprétation qu'il ferait des changements qu'il décèlerait dans « l'opinion ». En définitive, pour Cánovas, la Couronne était le seul garant possible de la « souveraineté nationale » compte tenu du manque d'indépendance politique de l'ensemble de la « société civile »,. « Le roi ne s'en tient pas, pour désigner un gouvernement, à l'avis du corps électoral exprimé dans des majorités parlementaires. Mais inversement : le roi désigne un chef de gouvernement qui propose les ministres au roi, qui reçoit un décret de dissolution, et qui convoque de nouvelles élections, s'accordant sur leurs résultats avec les différentes forces politiques (« encasillado ») capables de mobiliser leurs clientèles respectives ; de la sorte, « des élections sont organisées » qui, inévitablement, fournissent des majorités confortables au gouvernement qui les appelle ».

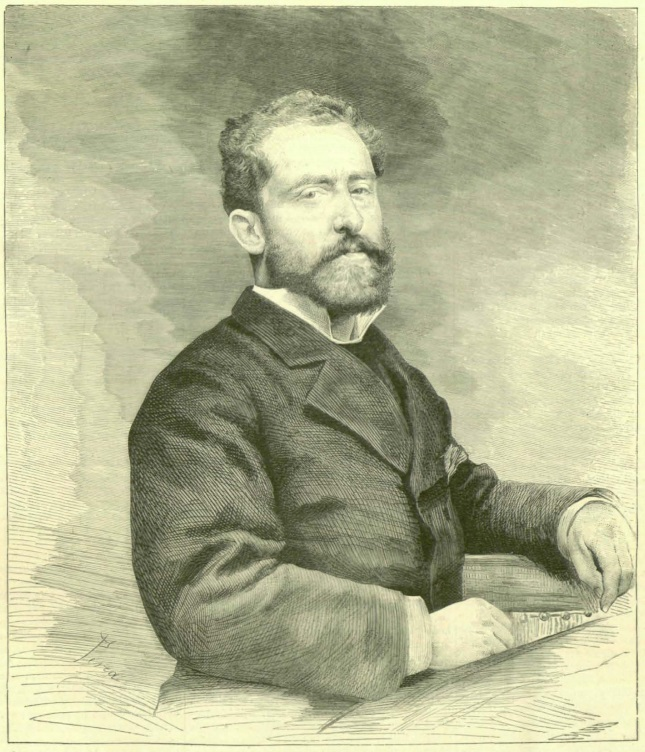
Francisco Romero Robledo, un « septembriste » « repenti » qui se joignit au projet canoviste. En tant que ministre de l'Intérieur, il se distingua par ses « manœuvres » électorales pour garantir une majorité écrasante au gouvernement de Cánovas, inaugurant ainsi l'une des caractéristiques déterminantes du régime de la Restauration : la fraude électorale.

Par conséquent, comme le souligne Carlos Dardé, « le roi était chargé de l'exercice pratique de la souveraineté, puisque c'est lui qui donnait le pouvoir à un parti qui faisait ensuite les élections, dans lesquelles il obtenait toujours la victoire. Cette attribution royale — la charge de former le gouvernement, qui s'accompagnait du décret de dissolution des Cortès existantes et celui de convocation de nouvelles élections — était appelée « la prérogative royale » par excellence. Et elle l'était en réalité ». « Étant donné la pratique gouvernementale d'utiliser toutes les ressources du pouvoir pour remporter la victoire aux élections, le monarque devint la pierre angulaire du système ». L'ambassadeur britannique en Espagne, Robert Morier, l'exposait à son gouvernement en 1883 : « dans ce pays, le dernier recours, la décision définitive concernant les destins politiques de la nation, ne repose pas sur les districts électoraux ni sur le vote populaire, mais sur un autre endroit qui n’est pas défini dans la Constitution. De jure, et en accord avec la lettre constitutionnelle, l’électorat est, en effet, le facteur déterminant, étant donné que, bien que le roi puisse appeler à gouverner qui lui plaira, la personne chargée ne peut le faire sans une majorité parlementaire. Mais le fait est que cette majorité n’est pas le résultat du vote populaire mais celui des manipulations dirigées depuis le ministère de l’Intérieur, puisque la machine électorale appartient complètement à ce département. [Pour cette raison], l’objectif de chaque parti consiste à obtenir le contrôle de ce ministère ; et étant donné que la Couronne peut constitutionnellement et au moment où elle le désire, mettre le dit département dans les mains qu’elle veut, le rôle crucial qui est assigné à la prérogative royale devient immédiatement évident »,.
Comme le souligne Ramón Villares, l'exercice de la « prérogative royale » fut « semé de difficultés au point que la fonction du monarque a pu être définie comme celle d'un "pilote sans boussole", c'est-à-dire d'une figure dotée d'énormes pouvoirs qui manquait des instruments nécessaires pour les exercer de manière adéquate ». José María Jover, soulève le même problème : « Faute d'indicateur d'élections authentiques, à quel indicateur le roi se conforme-t-il pour donner le pouvoir à tel ou tel chef, à tel ou tel parti politique ? ». Jover répond, suivant en cela José Varela Ortega : à « sa capacité à maintenir « l'unité du parti », sa capacité d'agglutiner son propre hémisphère politique, à l'intérieur du bipartisme imposé par la pratique constitutionnelle ».
Le principe de la souveraineté partagée entre le roi et les Cortès consacré dans la Constitution — son article 18 dit que « le pouvoir de faire les lois appartient aux Cortès avec le Roi » — était la façade légale de la fonction de la Couronne de distribution du pouvoir aux partis. Ainsi, en plus de remplir la fonction de la représentation par excellence de la souveraineté — le symbole de la légalité et de la permanence, au-dessus de la lutte des partis —, il était l'élément clé dans l'exercice de cette souveraineté. Cela supposait d'accorder à la Couronne un pouvoir personnel et extraordinaire — mais pas absolu, car limité par la Constitution et les autres conventions politiques —, mais cela se justifiait, aux yeux de Cánovas, par l'absence d'un électorat indépendant des gouvernements. « La monarchie parmi nous doit être une force réelle et effective, décisive, modératrice et directrice, car il n'y en a pas d'autre dans le pays », déclara-t-il. « Il est nécessaire que le pouvoir Modérateur remplace certaines des fonctions que, dans un régime représentatif normal et parfait, devrait exercer le corps électoral », affirma l'homme politique libéral Manuel Alonso Martínez, grand allié de Cánovas dans l'élaboration de la Constitution de 1876 .
En synthèse, comme le souligne l'historien Ramón Villares, « le monarque tenait entre ses mains toutes les clés du système politique de la Restauration » : les gouvernements devaient jouir de la « double confiance » des Cortès et du Roi pour pouvoir agir,. La prérogative royale consistait précisément en la capacité d'arbitrage de la Couronne sur la vie politique. Comme l'a souligné Manuel Suárez Cortina, « Cánovas atteignit un vieil objectif, que la monarchie fût réelle et efficace, modératrice et directrice de la vie politique tant qu'il n'y aurait pas un corps électoral stable et mature pour déterminer les voies que devait suivre l'action du gouvernement ».
D'autre part, le monarque — défini comme un « roi soldat », dont les attributions furent établies dans la Constitution (le roi « a le commandement suprême de l'Armée et de la Marine et dispose des forces de terre et de mer » [art. 52] et « accorde grades, promotions et récompenses militaires conformément aux lois » [art. 53]) et furent confirmées par la loi constitutive de l'armée de 1878, qui lui accordait « exclusivement » le commandement suprême de l'armée,, — avait également pour fonction de « civiliser » la vie politique, en freinant la tendance interventionniste des militaires (évitant ainsi le prétorianisme et le « caudillismo » de certains généraux). Cet objectif d'écarter l'armée de la politique fut pleinement atteint, comme en témoignerait la faible importance et l'échec des rares pronunciamientos républicains  qui eurent lieu  .

### L'alternance entre les deux grands partis libéraux: le «turno»

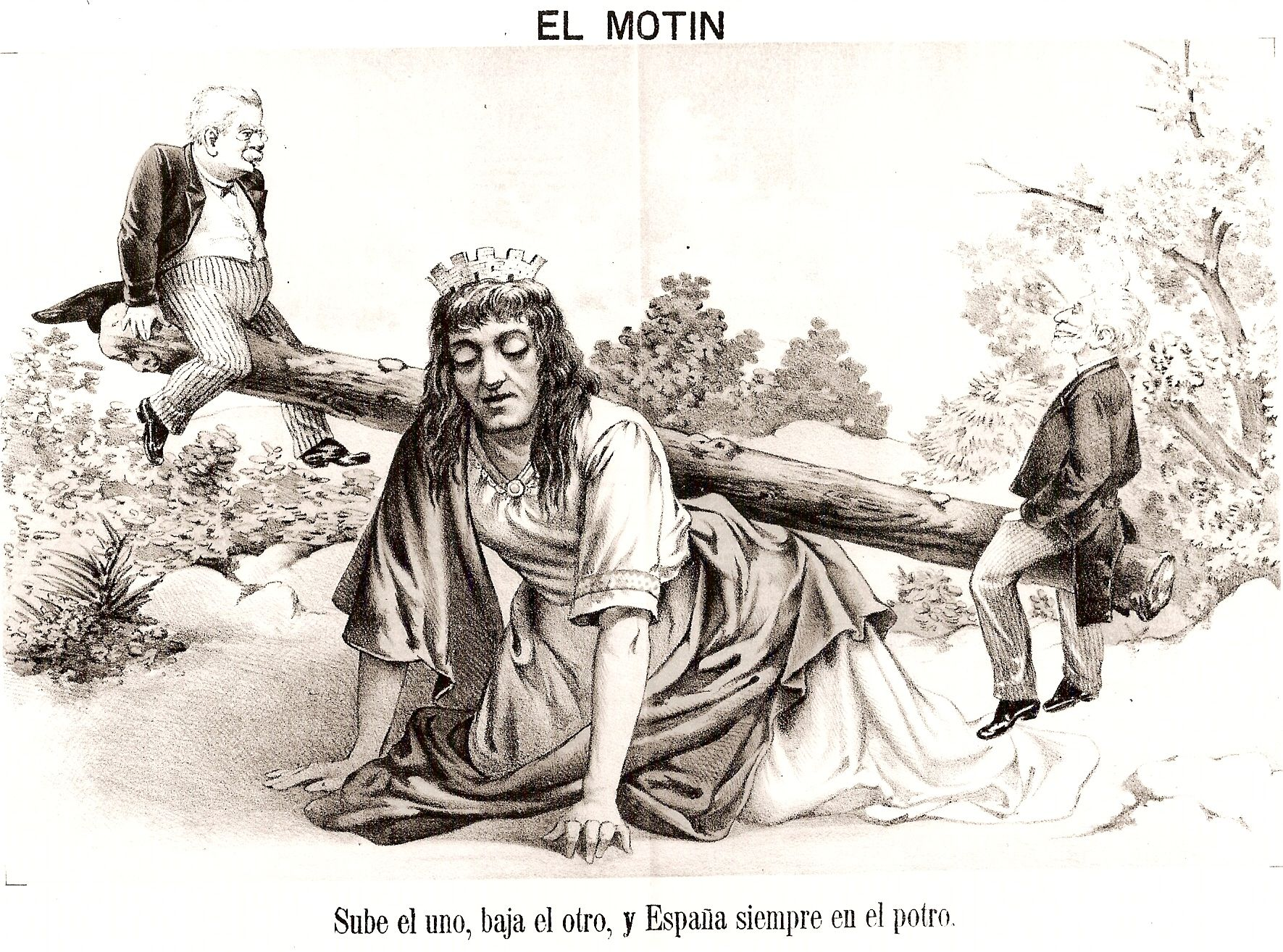
Caricature dEl Motín représentant Cánovas et Sagasta se balançant sur un tronc d'arbre posé sur le dos d'une allégorie de l'Espagne.

Si l'accès au pouvoir n'était pas le résultat des élections mais de la décision de la Couronne en application de la prérogative royale, deux grands partis se relayant au gouvernement à tour de rôle suffisaient pour que le système fonctionne : l'un représentant un libéralisme plus conservateur, qui constituerait la « droite » du système ; un autre plus progressiste, qui constituerait sa « gauche ». Ces partis furent le Parti libéral-conservateur, dirigé par Cánovas lui-même, et le Parti libéral-fusionniste, mené par Sagasta. Ils essayèrent chacun de leur côté de rassembler toutes les tendances politiques présentes dans la société, ceux n'acceptant pas la forme d'État de la monarchie constitutionnelle (carlistes et républicains) et ceux rejetant de plus les principes de la liberté et la propriété sur lesquelles la « société bourgeoise » reposait ( socialistes et anarchistes ) se trouvant « auto-exclus ».
N'ayant pas à rechercher le soutien de l'opinion publique censée s'exprimer lors des élections pour accéder au gouvernement, les deux partis demeurèrent, comme sous le régime isabellin, des partis de notables — ils continueraenit d'être dominés par quelques individus qui avaient leur propre base électorale stable et dont l'espace d'action fondamental était le Parlement — .

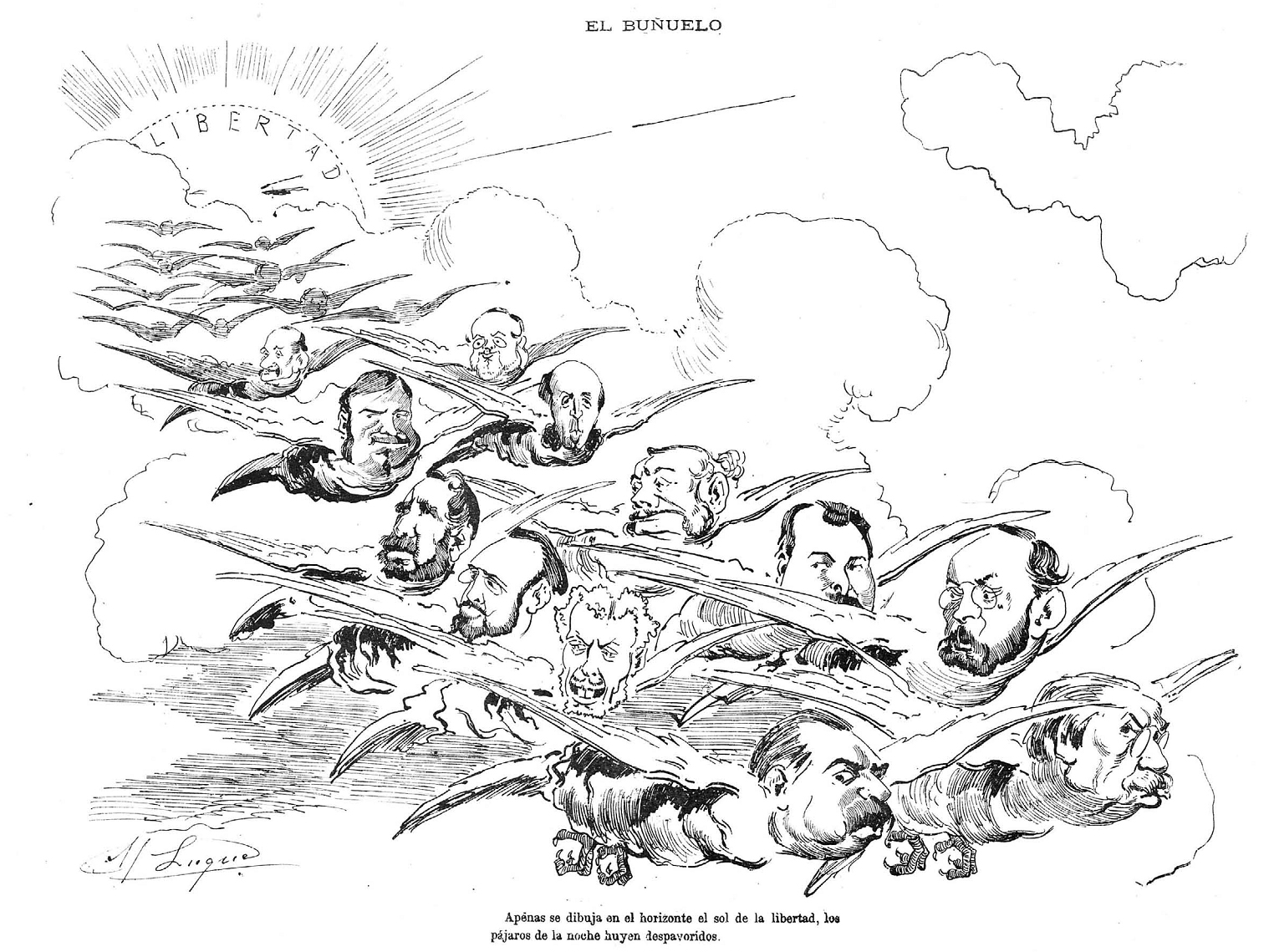
Caricature célébrant l'abandon du pouvoir par le Parti conservateur, avec Cánovas à la barre suivi de ses ministres (les oiseaux de la nuit). La légende de l'image dit : « Dès que le soleil de la liberté apparaît à l'horizon, les oiseaux de la nuit s'enfuient effrayés ». Revue satirique El Buñuelo, 17 février 1881.

La première alternance, conséquence de la « prérogative royale », eut lieu en février 1881, lorsque le parti libéral-fusionniste de Sagasta accéda au pouvoir, après six ans de gouvernements conservateurs présidés la plupart du temps par Cánovas. Mais cette première alternance n'est pas le résultat du pacte entre Cánovas et Sagasta, comme cela se produirait après le « pacte du Pardo » de novembre 1885, mais plutôt, d’« une décision personnelle d'Alphonse XII, qu'il prit sans procéder à des consultations et, vraisemblablement, contre l'avis de Cánovas »,,,. Ainsi, comme le souligne José Ramón Milán García, « l'arrivée des fusionnistes au gouvernement en février 1881 fut sans doute l'un des jalons fondamentaux du règne [d'Alphonse XII] dont la pertinence n'échappa pas à ses protagonistes, conscients que l'initiative du monarque ouvrait les portes du dépassement de l'affrontement retranché entre le libéralisme de gauche et la dynastie des Bourbons, et donc des luttes caïnites maintenues depuis des décennies entre les différentes familles du libéralisme hispanique ».
Comme le souligne Carlos Dardé, « ce qui devint clair en février 1881, c'est que le dernier interprète de l'état des choses, et celui qui avait le pouvoir de décision — au-dessus de la majorité parlementaire et du président du gouvernement — était le monarque ». Pour cette raison, comme l'indique Ángeles Lario, « cette crise fut définitive pour permettre à Cánovas de voir clairement que des règles devaient être respectées par les deux parties afin de ne pas retomber dans le danger des caprices royaux. […] La première chose qu'il vit clairement fut la nécessité de contrôler la prérogative royale, de la réglementer et de lui donner des critères fixes, loin des critères personnels ; parvenir à un équilibre entre pouvoir royal et pouvoir parlementaire, dont les chefs de partis allaient être les arbitres. […] Le roi devrait se plier à l'opinion publique représentée par les grands partis. Cela eut l'opportunité de se matérialiser dans la situation conjoncture de la mort prématurée du roi en 1885 ».

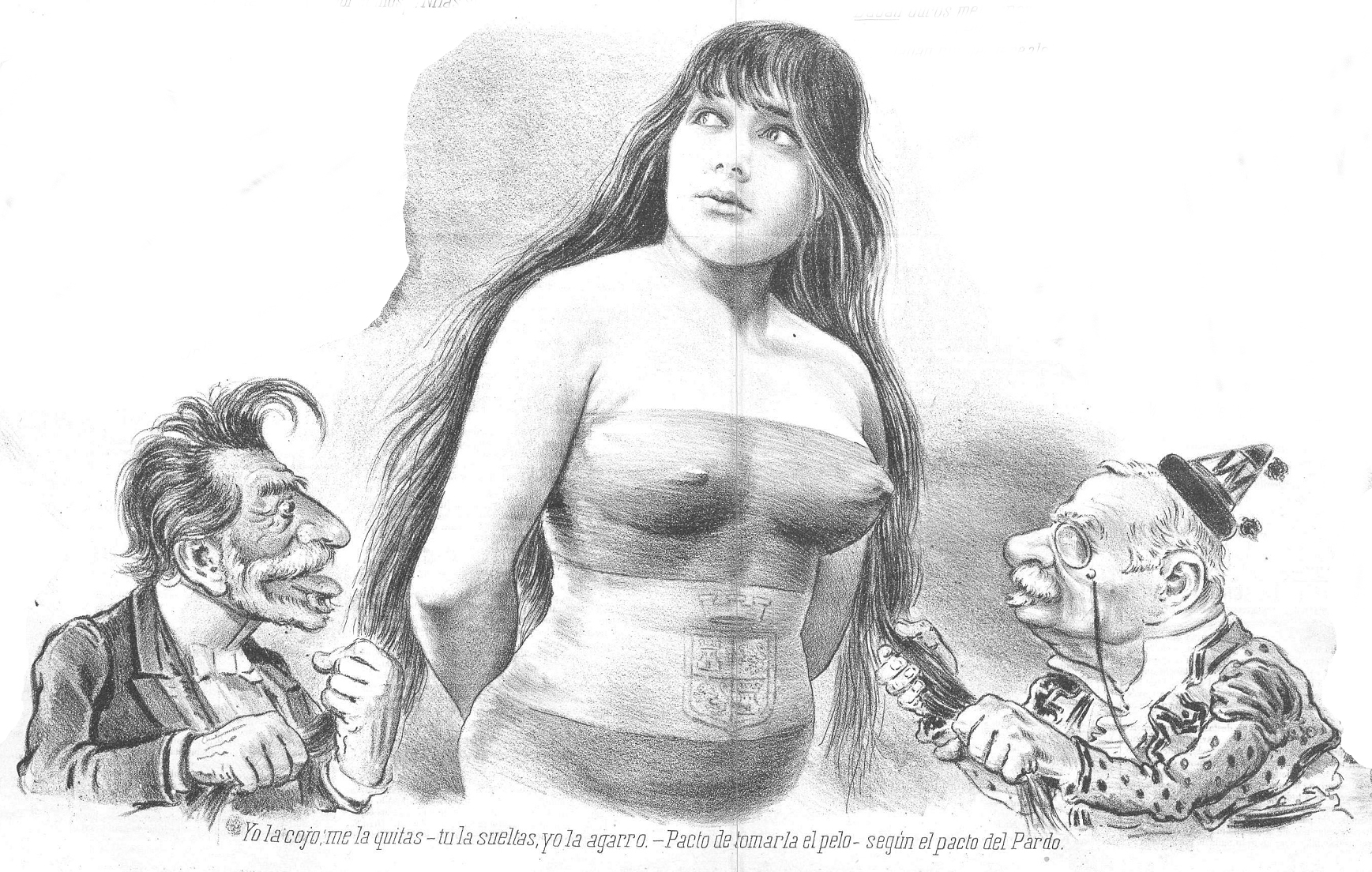
Caricature de Sagasta et Cánovas, faisant expressément allusion au pacte du Pardo, dans la revue satirique espagnole Don Quijote, 1894.

En effet, en novembre 1885, devant la perspective d’une régence de la jeune et inexpérimentée épouse du roi María Cristina de Habsbourg, qui était enceinte (son fils, un garçon, naîtrait en mai 1886), Cánovas, qui présidait alors le gouvernement, décida de démissionner et conseilla à la régente d'appeler Sagasta au pouvoir. Cánovas communiqua sa décision au leader libéral et ce dernier accepta lors d'une réunion qu'ils tinrent à la présidence du gouvernement par l'intermédiaire du général Martínez Campos et qui serait connue comme le « pacte du Pardo, ». « Un accord par lequel les deux partis décidèrent de se se relayer automatiquement au pouvoir dans les années suivantes ».
Comme le signale Ramón Villares, « la mort du roi Alphonse XII et le souvenir du pacte de 1885 (l’improprement nommé pacte du Pardo) marquent de façon définitive la consolidation du régime » de la Restauration. Feliciano Montero remarque que « le vide de pouvoir que provoqua la mort d’Alphonse XII mit à l’épreuve la solidité de l’édifice canoviste. L’accès au pouvoir du parti libéral, définitivement constitué, et sa longue gestion gouvernementale ("le Parlement long") contribua à consolider le système politique ».
Pour sa part, Ángeles Lario relève que l'accord politique conclu à l'occasion de la mort du roi « fit des deux grands partis les véritables directeurs de la vie politique, contrôlant consensuellement la prérogative royale de haut en bas en construisant les majorités parlementaires nécessaires ; définissant ainsi la vie de cette période importante de notre libéralisme et étant à l'origine de ses plus graves limitations. On peut diagnostiquer — permettez-moi l'expression — que le système politique de la Restauration souffrit du mal causé par son propre succès » ,.

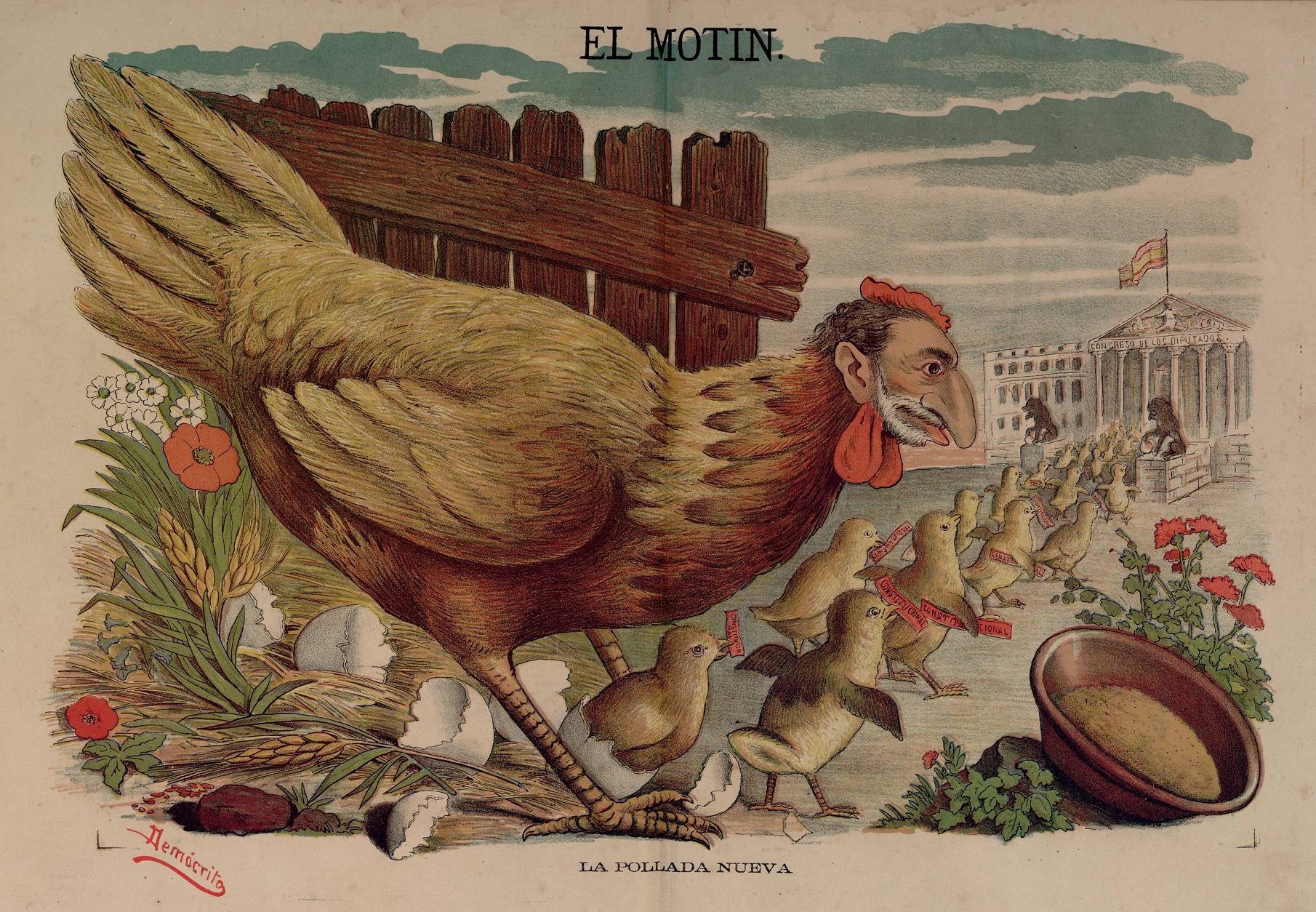
Caricature d' El Motín publiée en juillet 1881 sous le titre La pollada nueva. Le dirigeant libéral Sagasta apparaît représenté comme une mère poule qui pond des œufs et conduit ses poussins au Congrès des députés. Sagasta venait de « fabriquer » une confortable majorité aux Cortès après avoir été nommé président du gouvernement, amorçant ainsi le « turno » avec les conservateurs de Cánovas.

Manuel Suárez Cortina souligne que faire en sorte que « la monarchie soit réelle et efficace, modératrice et directrice de la vie politique » — le vieil objectif de Cánovas — avait un prix : « la fraude permanente avec laquelle le des élections eurent lieu dans l'Espagne de la Restauration […]. La vie politique représentait une fiction, où les vrais acteurs, les électeurs, étaient remplacés par la volonté royale, favorisant un roulement politique qui stabilisait le système, mais qui à son tour était fait de retour à la volonté nationale. C'est le moyen qu’utilisèrent les bourgeoisies conservatrices, après le marasme politique qu'avait représenté le sexennat démocratique ».
Selon Carlos Dardé : « Convenir que c'était le roi qui distribuait alternativement le pouvoir, laissa les pronunciamientos sans aucun sens en tant que moyen d'y parvenir, mais cela découragea aussi la lutte électorale […]. Cela n'annula pas complètement la concurrence entre les partis — car le roi, dans l'exercice de sa fonction, devait tenir compte de l’enracinement social de chacun —, mais cela tendait à l'affaiblir, et à retarder la mobilisation politique. Pire encore, la composante clientéliste des partis se trouva renforcée ; c'est-à-dire la faveur et le copinage comme critères de base dans la répartition des avantages inhérents au pouvoir, plutôt que des principes généraux, rationnels et universels. Étant donné, d'autre part, que la justice était également médiatisée par le pouvoir politique, « la corruption et les pots-de-vin n'avaient d'autre frein que la moralité individuelle », comme l'a souligné Joaquín Romero Maura. Le manque de légitimité morale du système finit par coûter cher ». Alphonse XII avoua déjà en privé qu'il avait complètement échoué dans son ambition de « moraliser l'administration publique espagnole » et que « le pire était que tout cela était vu avec le plus grand calme » .

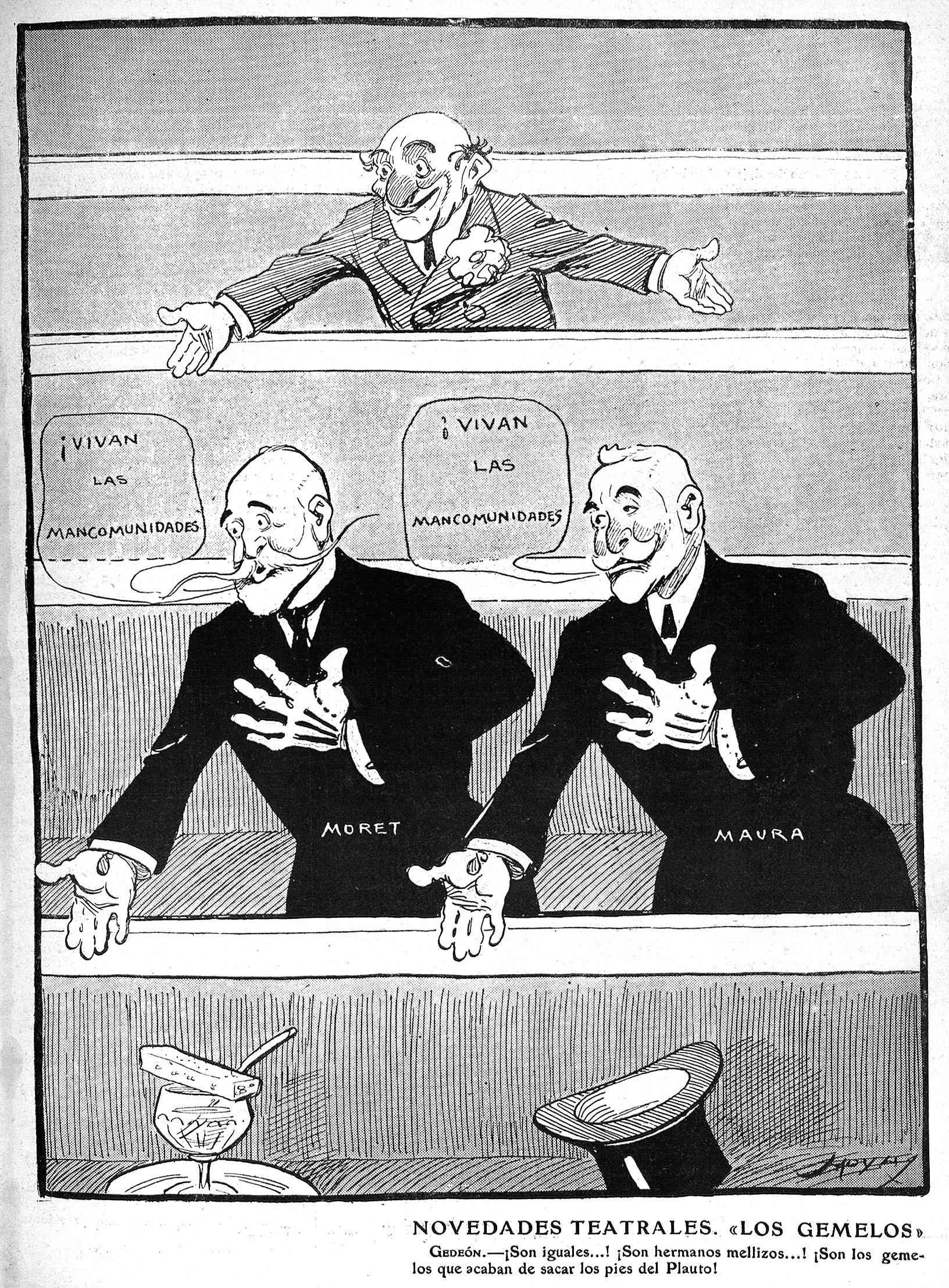
Caricature de Segismundo Moret (leader libéral) et Antonio Maura (leader conservateur), intitulée « Actualité théâtrale: "les jumeaux" » (Gedeón, 1909). Il critique le manque de pluralisme politique comme conséquence du « turno », puisque les deux partis jumeaux défendent la même chose.

José Ramón Milán García a surtout souligné ce qui survint avec le Parti libéral : « les libéraux remplirent la mission essentielle pour le roi de démanteler progressivement la menace révolutionnaire du républicanisme en attirant avec leurs réformes différentes fractions et partis de ce champ, rendant impossible une large coalition révolutionnaire. […] Cependant, […] cet accommodement à une mécanique politique qui favorisait leurs besoins partisans eut pour effet pervers de diminuer leur audace et leur volonté de réformer sincèrement un système qui se basait sur l'interprétation discriminatoire et frauduleuse des lois, ce qui contribua à son discrédit et à celui de sa classe politique […]» . José Varela Ortega souligne que « c'est l'abandon par les libéraux du principe politique de souveraineté nationale ou populaire qui priva le Parti libéral, et par conséquent de tout le régime, de charge idéologique. Et c'est ainsi que les penchants non idéologiques qui caractérisaient les partis politiques espagnols — basés sur le clientélisme — furent renforcés ». Il remarque aussi que le succès de la Restauration, comme en témoigne sa longue durée, se dut au fait que Cánovas réussit à « placer le point d'équilibre du nouveau régime à gauche du Parti modéré et à la droite du Parti progressiste ».
En somme, les deux partis renoncèrent à faire en sorte que « les élections soient raisonnablement propres et que le gouvernement soit fait par le Parlement et celui-ci par l'opinion de l'électorat » et mirent « la corruption électorale » « au service du profit alterné du pouvoir ». Ainsi, pendant quarante-quatre ans, de 1879 à 1923, et vingt-et-une élections, le parti qui les convoqua les remporta toujours.
D'autre part, « la possibilité d'un accord dérivait du parallélisme existant dans les bases sociales — les classes propriétaires — des deux partis de la 'famille libérale'. Un parallélisme qui s'accentua au fil du temps dans ses principes essentiels jusqu'à ce que les deux deviennent indistinguables sur l’essentiel ». De fait, certains politiciens pouvait changer de parti sans que cela pose de problème idéologique, comme Antonio Maura qui commença au parti libéral et finit par diriger le camp conservateur. Quand on reprocha à un cacique de soutenir tantôt les libéraux et tantôt les conservateurs aux élections, il répondit : « Me changer ? Je ne change jamais. Celui qui change, c'est le gouvernement. Moi, je suis toujours avec celui qui est au gouvernement ».
|                   |                | Députés       |          |        |
| Date              | abstention (%) | Conservateurs | Libéraux | Autres |
| 23 janvier 1876   | 45             | 333           | 27       | 31     |
| 20 avril 1879     |                | 293           | 56       | 43     |
| 20 août 1881      | 29             | 39            | 297      | 56     |
| 27 avril 1884     | 28             | 318           | 31       | 43     |
| 4 avril 1886      |                | 56            | 278      | 58     |
| 1er février 1891  |                | 253           | 74       | 72     |
| 5 mars 1893       |                | 44            | 281      | 75     |
| 12 avril 1896     |                | 269           | 88       | 44     |
| 27 mars 1898      |                | 68            | 266      | 67     |
| 16 avril 1899     | 35             | 222           | 93       | 76     |
| 19 mai 1901       | 33             | 79            | 233      | 89     |
| 26 avril 1903     |                | 234           | 102      | 67     |
| 10 septembre 1905 |                | 115           | 229      | 60     |
| 21 avril 1907     | 33             | 252           | 69       | 83     |
| 8 mai 1918        | 17             | 102           | 219      | 83     |
| 8 mars 1914       | 24.7           | 188           | 85       | 135    |
| 9 avril 1916      | 20.3           | 88            | 230      | 91     |
| 24 février 1918   | 20.3           | 98            | 92       | 91     |
| 1er juin 1919     | 20.3           | 93            | 52       | 91     |
| 19 décembre 1920  | 20.3           | 185           | 40       | 91     |
| 29 avril 1923     | 20.3           | 81            | 203      | 91     |

### La dénaturation du système: «Oligarchie et caciquisme»

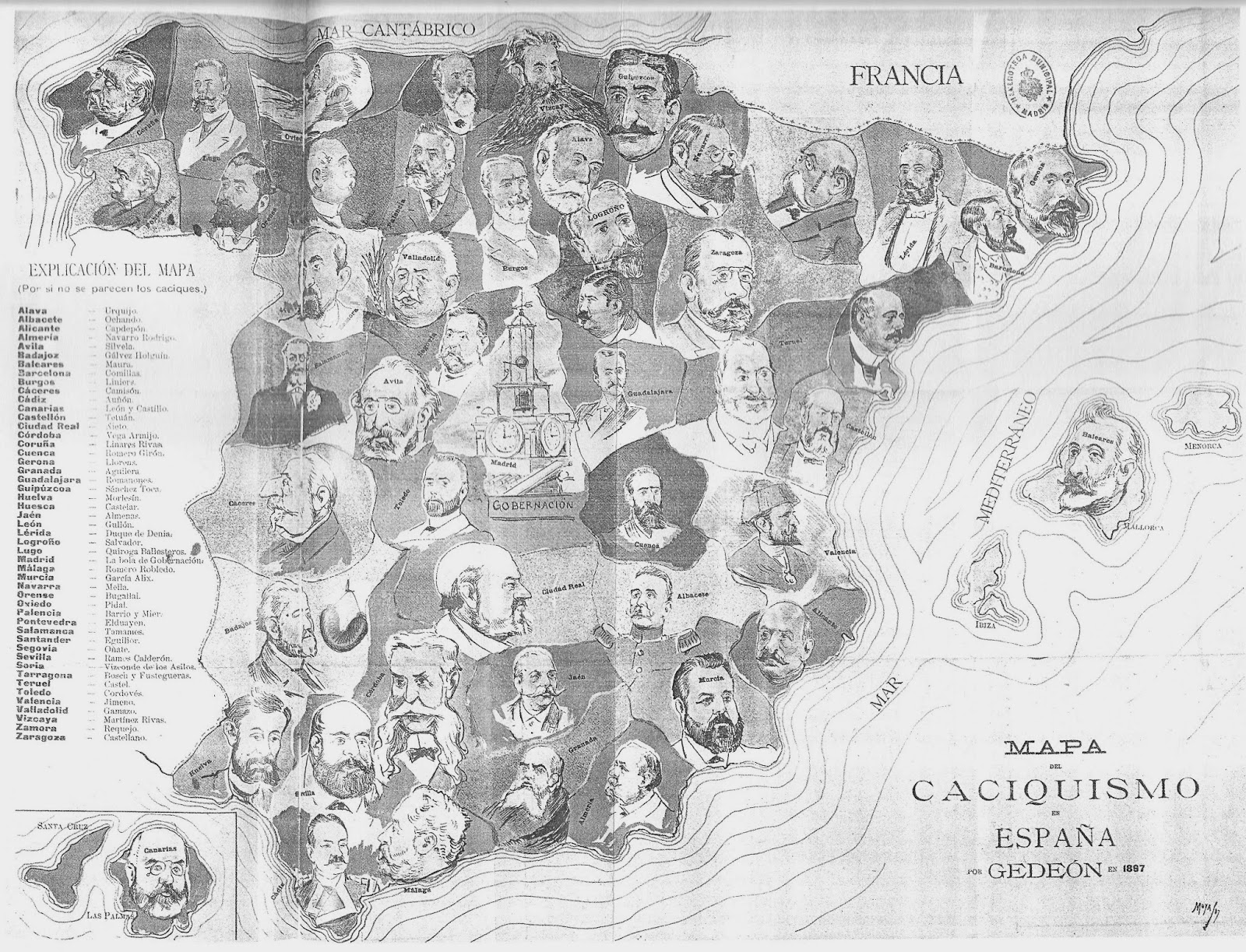
« Carte du caciquisme en Espagne », par Moya (1897). Les principaux députés enracinés dans chaque province, ceux dont le siège ne faisait pas l’objet de négociations dans l’encasillado et qui furent les grands caciques du régime politique de la Restauration.

Bien que le terme caciquisme fût utilisé très tôt pour désigner le régime politique de la Restauration — aux élections générales de 1891, remportées comme toujours par le gouvernement qui les convoquait, on parlait déjà de « la plaie dégoûtante du caciquisme » — c'est après le « désastre de 98 » que son usage se généralisa. Dès 1898, le libéral Santiago Alba imputait déjà la défaite à l’« insupportable caciquisme ». En 1901, l'athénée de Madrid ouvrit une enquête-débat sur le régime sociopolitique existant en Espagne, à laquelle participèrent une soixantaine d'hommes politiques et d'intellectuels. Le rapport qui fit la synthèse de la discussion fut rédigé par le régénérationniste Joaquín Costa et s'intitulait « Oligarchie et caciquisme comme forme actuelle de gouvernement en Espagne. Urgence et moyen de le changer ». Dans celui-ci Costa affirmait qu'en Espagne « il n'y a pas de Parlement ni de partis, il n'y a que des oligarchies », « une minorité sans autre intérêt que celui personnel de la même minorité dirigeante ». Cette oligarchie, dont les « cadres supérieurs » étaient les « primats » (hommes politiques professionnels basés à Madrid, le centre du pouvoir), était soutenue par un vaste réseau de « caciques du premier, second ou troisième degré disséminés sur tout le territoire ». Le lien entre les grands caciques — les « primats » — et les caciques locaux était assuré par les gouverneurs civils. Costa insistait dans son rapport sur le fait que « l'oligarchie et le caciquisme » n'étaient pas des cas exceptionnels du système, mais formaient « la règle, le régime lui-même ». Pratiquement tous les participants à l'enquête-débat souscrivirent à cette conclusion et son influence se poursuit jusqu'à nos jours. Plus d'un siècle plus tard, le « binôme de Costa, devenu le titre de livres et de manuels d'histoire, continue d'être le plus utilisé pour caractériser l’étape restaurationniste », relève Carmelo Romero Salvador.
Au début des années 1970, plusieurs historiens (Joaquín Romero Maura, José Varela Ortega et Javier Tusell ) adoptèrent une nouvelle perspective dans leurs études sur le caciquisme — aujourd'hui dominante selon Manuel Suárez Cortina — qui met en évidence les éléments strictement politiques, comprenant le caciquisme comme un réseau de relations mécènes/clients » . Selon Suárez Cortina, « les éléments les plus caractéristiques de cette interprétation mettent en évidence le caractère extra-économique de la relation employeur/client, la démobilisation générale de l'électorat, le poids des composantes rurales par rapport aux composantes urbaines, la diversité des nature des relations et des échanges entre mécènes et clients, selon les époques et les lieux ; bref, les traits les plus significatifs qui dominent les relations de clientélisme » .

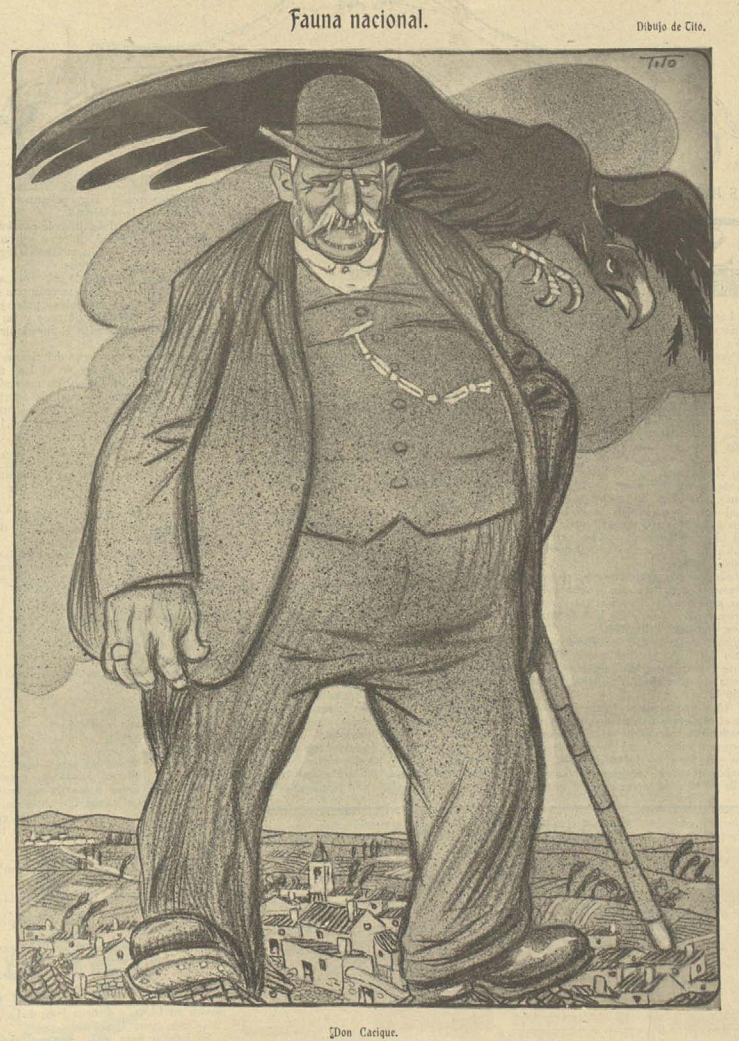
« Faune nationale. Don Cacique », de Tito (El Gran Bufón, 1913).

La fonction fondamentale du cacique, qui n'occupe normalement aucun poste officiel et qui n'est souvent pas non plus un potentat, serait de « médier » entre l'Administration et ses « clients », qui sont nombreux et de toutes les classes sociales, et dont il cherche systématiquement à satisfaire les intérêts par des moyens illégaux — « le caciquisme se nourrit de l'illégalité » —. « Le cacique, libéral ou conservateur, exerce dans la localité une influence qui découle de son contrôle sur les actes administratifs ; ce contrôle s'exerce en imposant des actes illégaux à l'administration ; l'immunité du cacique vis-à-vis des gouvernements découle du fait qu'il est le chef local de son parti […] », déclare Romero Maura, cité par Montero,. Ses agissement sont résumés dans la maxime : « la loi régit pour l'ennemi et la faveur pour l'ami »,.
Romero Maura résume ainsi la fonction du cacique :

« Le cacique distribue des choses qui appartiennent à la juridiction de l’État, des provinces et de la municipalité, et il est distribue selon son bon vouloir. Des postes dans ces administrations, des permis de construire ou d’ouvrir des commerces ou d’exercer des professions, des réductions ou exemptions d’obligations légales de toutes sortes, ajouté au fait que, s’il a le pouvoir de faire tout cela, il l’a aussi de nuire à ses ennemis, et d’en libérer ses amis. Dans quelques cas, le cacique avec une fortune personnelle peut faire des concessions e son propre pécule, mais normalement ce que le cacique fait est de canaliser des faveurs administratives. Le caciquisme, par conséquent, se nourrit d’illégalité […]. Le cacique doit s’assurer que tout une gamme de décisions administratives et judiciaires importantes pour la vie ou des personnes de la localité sont prises en fonction de critères anti-juridiques qui le convainquent lui. »

Feliciano Montero caractérise le cacique comme « l’intermédiaire entre l’Administration centrale et les citoyens », de sorte que son influence ne se limite pas à la période électorale — bien que ce soit alors qu’elle devient la plus scandaleuse — mais « est constante dans la vie politique du pays ». « Le caciquisme est, surtout, la manifestation et l'expression logique d’une structure sociale et politique qui se manifeste de façon permanente et quotidienne dans les relations interpersonnelles (patron-client) et politico-administratives ». Un juge de l’époque définit le caciquisme de la Restauration comme « le régime personnel qui est exercé dans les villages [pueblos] en tordant ou en corrompant, par moyen de l’influence politique, les fonctions propres de l’État, pour les subordonner à des intérêts égoïstes de partialités ou d’individus déterminés ». Ainsi, la clé du système caciquil « résidait dans le contrôle de l’administration ». Le libéral José Canalejas, se référant en 1910 à un puissant cacique d’Osuna, dit dans une lettre qu’il écrivit au conservateur Antonio Maura qu’« ils n’avaient rien, absolument rien de plus que l’influence de hauts fonctionnaires de tous les ordres, qui en désobéissant au gouvernement commettaient toute sorte d’abus ». En résumé : « le cacique est le chef local d’un parti qui manipule l’appareil adminstratif pour son propre profit et celui de sa clientèle ».
En ce qui concerne la nature oligarchique du régime de la Restauration, Feliciano Montero souligne qu'« elle peut être appréciée si l'on analyse la relation étroite entre l'élite politique et les élites sociales et économiques » — le « bloc de pouvoir » dans la terminologie de l'historien Manuel Tuñón de Lara, composé des grands propriétaires terriens, pas tous d'anciens nobles, et de la haute bourgeoisie financière, industrielle et commerciale — . Ainsi, pendant la Restauration, il était très courant de trouver les politiciens professionnels les plus éminents (présidents du gouvernement, ministres, gouverneurs de la Banque d'Espagne) dans les conseils d'administration des grandes entreprises (banques, chemins de fer, mines, etc.),.

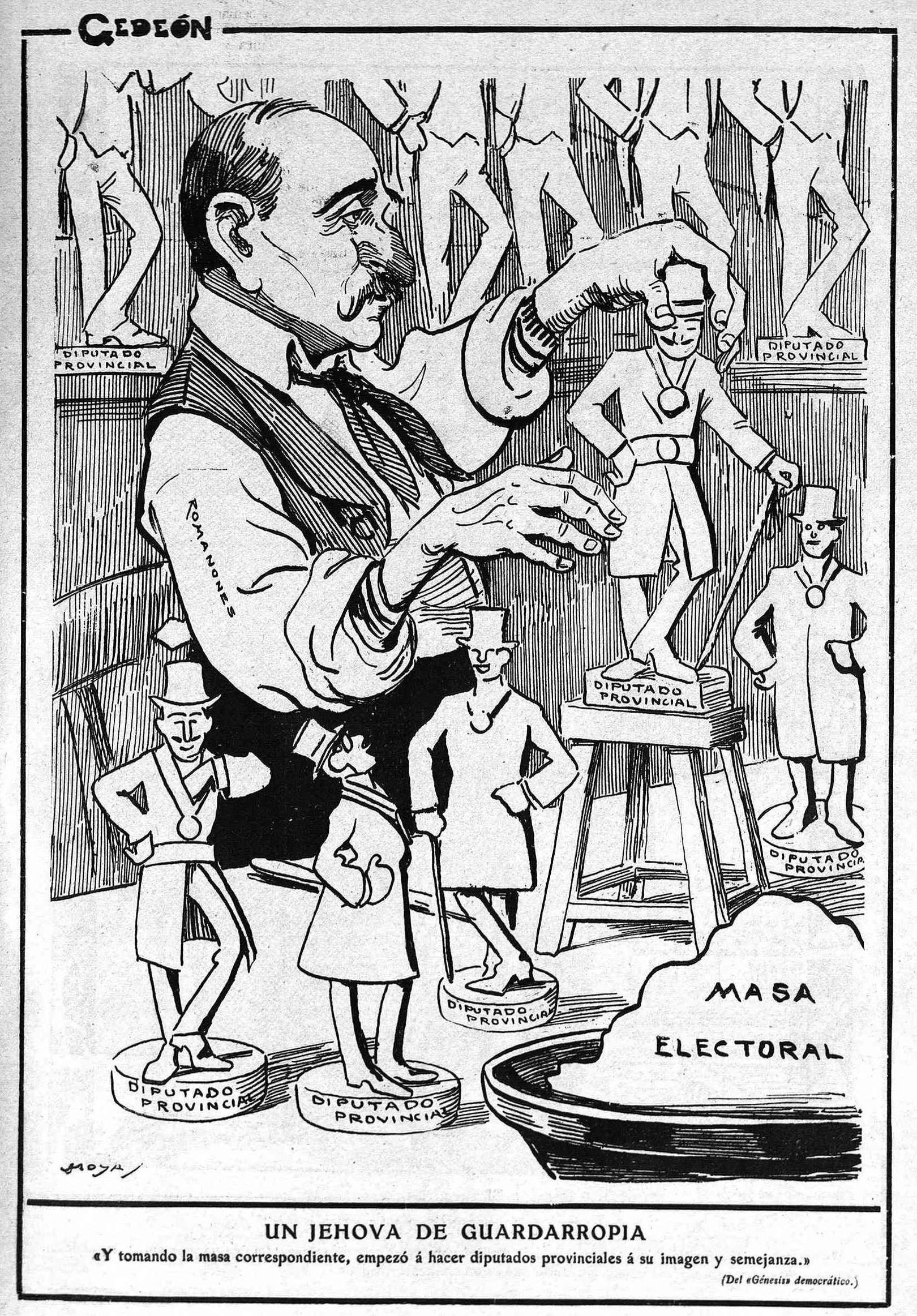
Caricature satirique du comte de Romanones, fabriquant des « députés provinciaux à son image et à sa ressemblance » à partir de la « pâte électorale », par Moya (Gedeón, 1911).

Cependant, à quelques exceptions près (principalement des sénateurs), l'élite politique, les politiciens professionnels des deux grands partis dynastiques, n'est pas issue de l'élite économique, mais des classes moyennes (avec une prédominance d'avocats et, dans une moindre mesure, de journalistes),,. Les deux principaux partis peuvent ainsi être décrits comme des partis de notables, même si selon, l'historien Javier Tusell, ils n’arrivèrent même pas à l’être véritablement  puisque l'unité d’un parti ne reposait pas sur une idéologie ou un programme, mais sur les réseaux clientélaires des factions qui le composaient et qui espéraient être récompensés par des postes lorsque le parti arriverait au gouvernement. Il estime ainsi qu'il y aurait eu entre 50 000 et 100 000 postes qui changeaient à chaque rotation de gouvernement.
L'objectif de la carrière d'un politicien était d'être député — « mon général, faites de moi un député, car pour ce qui est de devenir ministre, je m’en chargerai moi-même », déclara le jeune Antonio Cánovas del Castillo au général O'Donnell, chef de son parti, l' Union libérale —, car atteindre ce poste était le moyen d'accéder aux postes les plus élevés (ministre et président du gouvernement), et pour y parvenir, il fallait faire partie des « clients » d'un politicien établi et influent, si bien que la condition essentielle à l'ascension politique était la fidélité au patron, au « fabricant de députés » selon Carmelo Romero Salvador, « Fabricants de députés, oui, car quiconque aspirait à avoir un poids politique élevé ne pouvait se borner à obtenir son mandat et à être député sans plus. Il devait fabriquer les siens propres, ceux qui lui devaient leur mandat, et pour cela il devait disposer du pouvoir nécessaire pour ce faire. Dans une large mesure, l'un allait de pair avec l'autre : plus il y aurait de députés qui lui devraient leur mandat, plus il aurait de possibilité de continuer d'en fabriquer d'autres et d'accroître ainsi son influence et son pouvoir ».
Un fait important qui contribue à expliquer ce phénomène est que, ce n’est que bien entré dans le XXe siècle que les députés percevraient un salaire. Leur poste leur était profitable « étant donné les avantages indirects qu’il pouvait leur procurer ». Le premier ouvrier à entrer au Parlement de la Restauration fut le socialiste Pablo Iglesias Posse en 1910 — le précédent avait été Pablo Alsina, cinquante ans auparavant —.

### Les mécanismes de la fraude électorale

#### Le système électoral

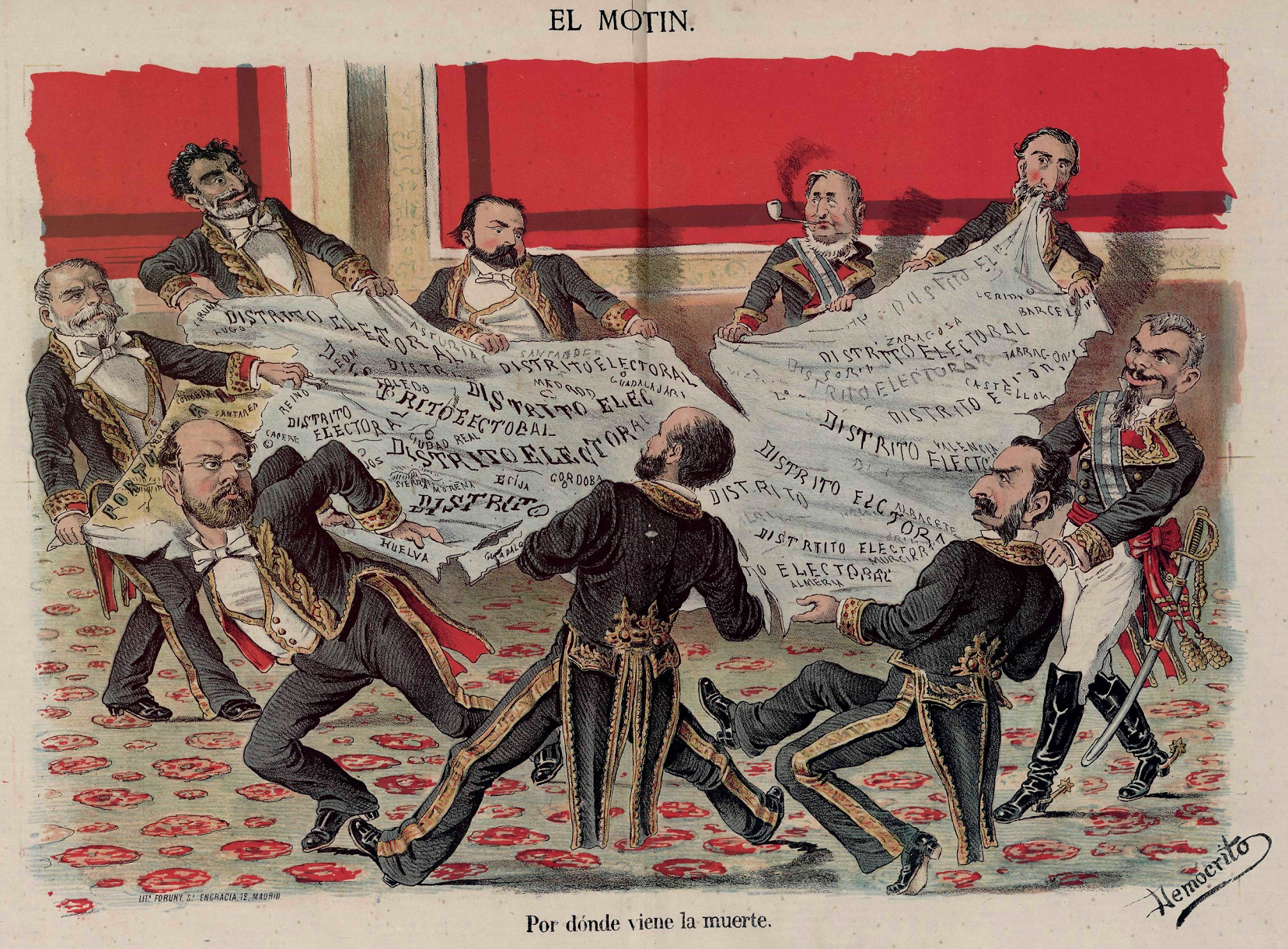
Caricature d’El Motín intitulée D'où vient la mort. Il représente le différend entre les membres du gouvernement Sagasta sur la répartition des circonscriptions électorales. En partant de Sagasta (en haut à gauche) et dans le sens horaire : Venancio González, Francisco de Paula Pavía y Pavía, Manuel Alonso Martínez, Arsenio Martínez Campos, le marquis de la Vega de Armijo, José Luis Albareda, Fernando Leon y Castillo et Juan Francisco Camacho.

Le système électoral de la Restauration fut en substance mis en place par la loi électorale de 1878, bien que la loi de 1890 introduisît un changement important en établissant le suffrage universel (masculin) — la troisième loi électorale de l'époque, celle de 1907 —, ne modifia pas le système ; il le simplifiait plutôt puisque le fameux article 29 établissait qu'un candidat serait proclamé élu, sans qu'il soit besoin de voter, s'il était le seul à se présenter. La loi de 1878 détermine — ce qui fut maintenu tout au long de la Restauration — que sur les quelque 400 députés que comptait le Congrès, plus des trois quarts étaient élus dans des circonscriptions uninominales (le candidat qui obtient le plus de suffrages remporte le siège) et environ une centaine dans 26 circonscriptions plurinominales — dans 24 capitales de province et dans deux grandes villes —, dans lesquelles étaient élus via un système majoritaire corrigé (les électeurs pouvaient seulement voter 80 % des sièges disputés) entre 3 et 8 députés (en fonction de la population de la circonscription),. Les circonscriptions uninominales rendirent la fraude électorale beaucoup plus facile — « les sources du caciquisme séculier », selon les mots de Carmelo Romero Salvador —, comme put le constater le gouvernement provisoire de la Deuxième République espagnole (en) lorsque, dans le décret de convocation des élections à Cortes constituantes de 1931, il opta pour la province comme circonscription électorale car la circonscription uninominale « laisse une large voie ouverte à la coaction caciquil, à l'achat de votes et à toutes les corruptions connue ».
De fait, la plupart des quelques députés non issus des partis dynastiques, en particulier les républicains et les socialistes, furent élus dans les circonscriptions plurinominales car la fraude n'y était pas si aisée à mettre en œuvre si les électeurs étaient mobilisés. C'est ce qui survint à partir de 1901 dans la circonscription de Barcelone, avec sept députés à élire, où à partir de cette année les partis du turno n'obtinrent plus aucun député — la Lliga Regionalista et les républicains se répartirent les sièges — et à partir de 1910 à Madrid — huit députés —, où la coalition républicaine-socialiste remporta quatre des sept élections suivantes et les socialistes — une fois la coalition rompue —, remportèrent le dernier scrutin avant le coup d'État de Primo de Rivera en septembre 1923.

#### L'«encasillado»

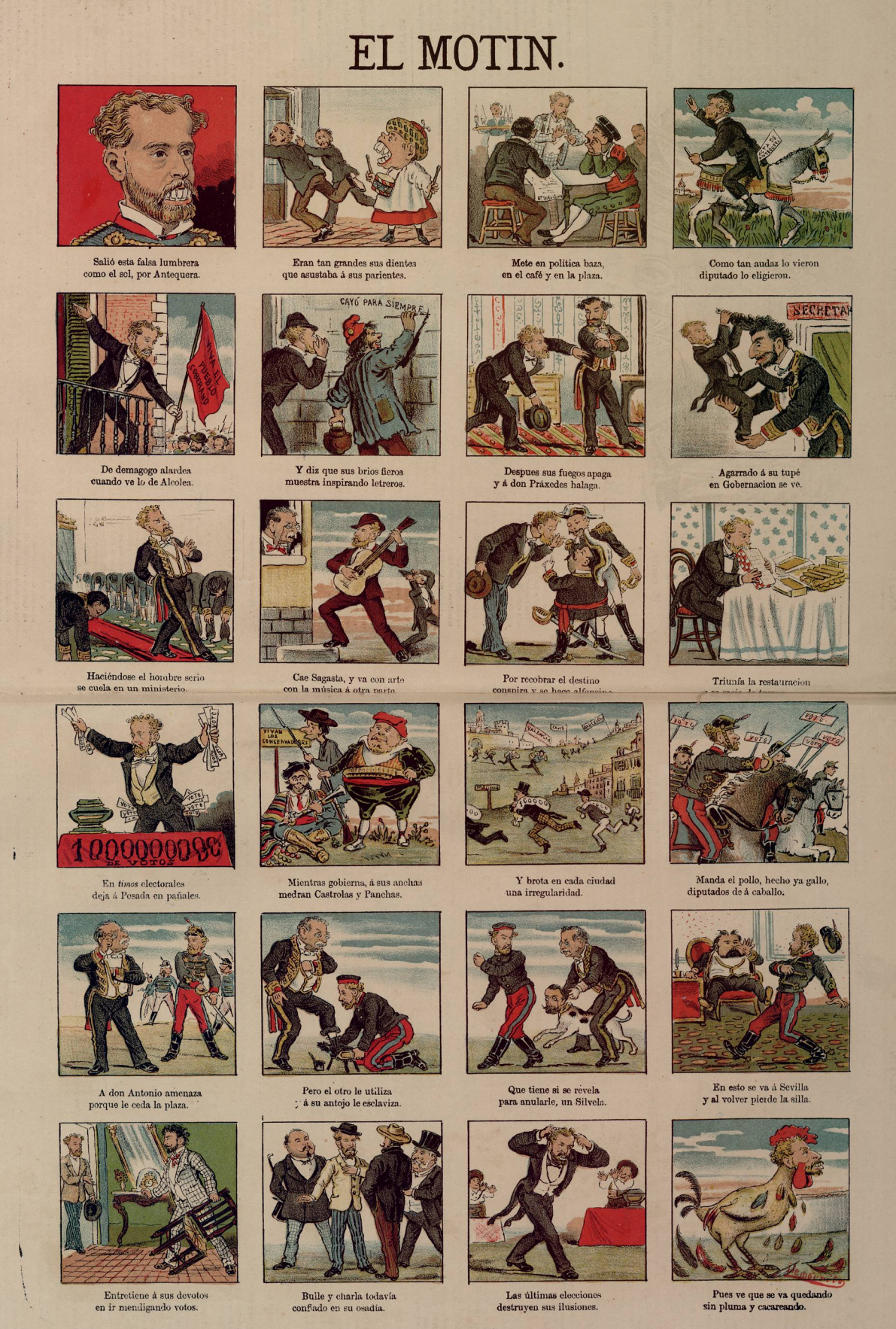
Caricature (auca) d’El Motín sur la carrière politique de Francisco Romero Robledo publiée le 28 août 1881, quelques mois après la chute du gouvernement Cánovas dont il était l’« habile » ministre de l'Intérieur. L'un des commentaires dit: « Dans les escroqueries électorales / laisse Posada dans les langes » (En timos electorales / deja a Posada en pañales) ; Romero Robledo est représenté brandissant des billets avec les poches remplies de billets).

Le mécanisme de la fraude électorale — que le système électoral par circonscriptions uninominales a grandement facilitée — commençait avec le dénommé « encasillado », c'est-à-dire la répartition pacifique des sièges entre le parti qui venait de former un gouvernement, auquel était accordée une majorité confortable aux Cortès de députés ministériels, et le parti sortant, avec un nombre de sièges bien moindre mais suffisant pour jouer son rôle d'« opposition loyale » — généralement une cinquantaine de sièges —. La réunion pour réaliser l’encasillado (la « grille », le « quadrillage »), ainsi appelé parce qu'il s'agissait de « faire rentrer » les députés des deux partis dynastiques dans la « grille de cases » constituée par les plus de 300 circonscriptions uninominales et la centaine de postes des 26 circonscriptions plurinominales avait lieu au siège du ministère de l'Intérieur — « pour le candidat, l'élection était décidée dans les couloirs du ministère de l'Intérieur » —. C’est là que le ministre, devenu « le Grand Électeur » — dont le meilleur représentant fut Francisco Romero Robledo, qui avait hérité le qualificatif de José Posada Herrera de la période isabelline, car comme lui il avait une « extraordinaire capacité pour manœuvrer depuis le ministère et peu de scrupules pour le faire, afin que les résultats soient conformes aux souhaits du Gouvernement et aux siens en particulier » — s'accordait avec le représentant du parti gouvernemental sortant sur la répartition des circonscriptions, qui incluait aussi fréquemment celles qui seraient concédées aux partis non dynastiques — par exemple, les gouvernements ont toujours respecté le siège de Gumersindo de Azcárate pour León ou celui du carliste Matías Barrio y Mier pour Cervera de Pisuerga —.

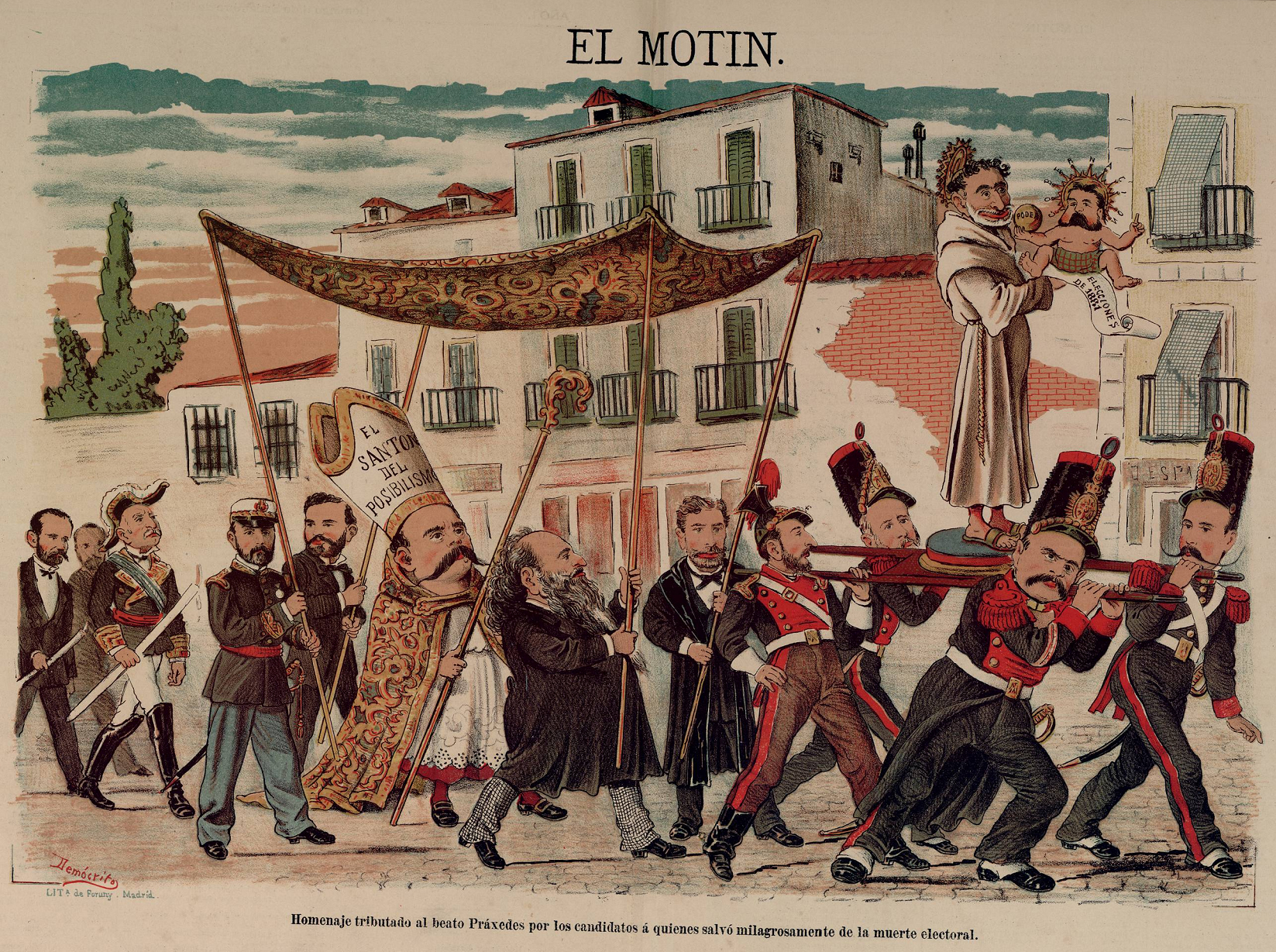
Caricature d'El Motín intitulée Hommage rendu au bienheureux Práxedes par les candidats qu'il a miraculeusement sauvés de la mort électorale (1881), montrant plusieurs députés élus en procession (sous un dais et avec la mitre de l'évêque, le républicain Emilio Castelar) derrière le président du gouvernement Sagasta porté sur une litière, qui à son tour porte dans ses bras le ministre de l'Intérieur Venancio González, qui est celui qui a effectivement opéré le miracle.

Le ministre de l'Intérieur et le représentant du gouvernement sortant décidaient — bien que dans les négociations les caciques et les chefs des factions des partis interviennent également — des districts disponibles (« dociles », « morts » ou « vacants »), dont les candidats recevaient le nom de « cuneros (es) » ou « transhumants », car ils n’y avaient pas d'enracinement local (l'historien Romero Salvador les appelle « oiseaux de passage », car ils n’avaient pas de district en propre). Les districts en propre étaient en principe au contraire exclus de la répartition, si bien qu'un député déterminé, conservateur ou libéral, devenu l'oligarque local ou le grand cacique, y avait son élection garantie grâce aux réseaux clientélistes mis en place. Pour cette raison, il était inutile de présenter un candidat alternatif car on savait d’avance qu’il serait vaincu, bien que l’habitude voulût qu’on continuât de le faire dans le cas où ce grand cacique n’appartenait pas au gouvernement de turno,,. José Varela Ortega qualifie les députés de ces dernières circonscriptions de « candidats naturels » et Carmelo Romero Salvador de « bernard l'ermite », puisque « de même ces petits crustacés s’introduisent dans une coquille vide d'où il est très difficile de les déloger, de même ils s'emparent de la représentation d'un district, finissant par en être inamovibles », constituant ainsi « des caciquat durables, avec un même député tout au long des différentes législatures.
Quant aux députés cuneros, Romero Salvador souligne que lors de la convocation de nouvelles élections « la lutte interne entre les nombreux aspirants à la nomination pouvait être, et elle l’était de fait dans la plupart des cas, plus concurrentielle et difficile que l'élection elle-même. Être encasillado impliquait d'avoir le soutien des appareils et des ressources du gouvernement, avec tout ce que cela représentait, et puisque l'adversaire, s'il y en avait un, n’en disposait pas et manquait aussi du poids suffisant dans ces districts sans cacique, il était normalement élu ». Un exemple de député cunero pourrait être Joaquín Chapaprieta, né à Torrevieja (Alicante), qui fut une fois député de Cieza (Murcie), une autre fois de Loja (Grenade), et une autre fois de Santa María de Órdenes (La Corogne) et deux fois à Noya (La Corogne). Un autre cas est celui du journaliste et écrivain José Martínez Ruiz Azorín, né à Monóvar (Alicante) et chroniqueur parlementaire du journal conservateur ABC, qui entre 1907 et 1919 fut quatre fois député des districts d'Almería de Sorbas et Purchena et une cinquième fois à Ponteareas (Pontevedra). Dans le cas de ce dernier district « il n'eut même pas à s’y rendre. Il se limita à rédiger un article pour un magazine local et un télégramme de remerciements : « Je témoigne de mon amour pour la belle terre galicienne et je remercie cordialement les bons coreligionnaires [du Parti conservateur] avec qui je partage l'affection et admiration pour l'illustre fils de la Galice réalisée par le portefeuille du Trésor ». Ce « fils illustre de la Galice » était Gabino Bugallal ». Romero Salvador note que tout au long de la Restauration le nombre de districts occupés par les « bernard l’ermite » — qui conservaient leur mandat indépendamment du parti au gouvernement — augmenta, signifiant la diminution concomitante du nombre de districts « libres », ce qui diminua la marge de manœuvre des gouvernements pour placer les députés dans l’encasillado. La preuve en est que, bien que le gouvernement qui convoquait des élections les remportât toujours, la différence de sièges avec l’autre parti dynastique se réduisit tout au long du premier tiers du XXe siècle. Romero Salvador a élaboré une liste des députés pour un même district ayant maintenu leurs sièges dix fois ou plus durant la Restauration. Il en trouve au total 68, 32 conservateurs et 32 libéraux, ainsi que trois républicains (dont Gumersindo de Azcárate pour León) et un catholique indépendant (pour le district de Zumaya). Parmi les conservateurs ressortent Antonio Maura (19 fois député de façon ininterrompue entre 1891 et 1923 pour Palma de Majorque) et Eduardo Dato (17 législatures dont 12 pour le district de Murias de Paredes) ; du côté des libéraux le plus notable est le comte de Romanones (17 législatures consécutives pour Guadalajara). Romero Salvador constate de plus l’existence de sagas familiales de députés comme celles de Cánovas— trois frères, quatre neveux, un beau-frère et un beau-frère par alliance d’Antonio Cánovas del Castillo —, de Sagasta — une fils, un beau-fils, un petit-fils, plusieurs oncles et cousins —, de Silvela — deux frères, son beau-père, ses beaux-frères et un neveu — ou de Maura — trois fils —. Certains députés « héritèrent » des districts de leurs pères. Wenceslao Fernández Flórez, chroniqueur parlementaire du journal monarchiste et conservateur ABC,  écrivait en 1916  :

« Lorsque nous écrivons ces lignes, le précepte selon lequel la nation ne peut être le patrimoine d’aucune famille ou personne n’a pas encore été violé. Elle ne l’est pas encore, en effet, d’une seule famille, elle l’est de quatre ou cinq, qui ont des fils, des beaux-fils, des oncles, cousins, neveux, petits-fils et beaux-frères à tous les postes et dans toutes les chambres. »

L’article 29 de la loi électorale de 1907, promu par le conservateur Antonio Maura, simplifia l’encasillado en établissant que dans les districts où se présenterait un seul candidat celui-ci serait élu sans nécessité de réaliser le vote. Romero Salvador souligne le paradoxe qui consistait à priver certains électeurs du vote alors que pour la première fois en Espagne la loi établissait le vote obligatoire et punissait, en théorie du moins, ceux qui ne le feraient pas. L’article 29 resta en vigueur durant les sept élections suivantes, au cours desquelles 734 sièges, un quart du total, furent pourvus par ce système — aux élections de 1916, convoquées et remportées par le libéral Romanones, et aux élections de 1923, convoquées et remportées par l’autre libéral Manuel García Prieto, un tiers des députés obtinrent leur siège sans passer par les urnes ; « dans les deux cas, il y eut autant d’électeurs privés du pouvoir d’exercer leur vote (un million sept cent mille) que de votants (deux millions) dans les districts et circonscriptions où il y eut effectivement une élection » —. Carmelo Romero Salvador explique ainsi l’extension de l’application de l’article 29 : « étant donné que passer par les urnes supposait toujours pour les partis et les candidats, y compris lorsque l’élection était assurée, des gênes, des dépenses et une plus grande dépendance des demandes personnelles et collectives des électeurs, parvenir à des accords pour éviter la concurrence entre eux devint un objectif hautement convoité ».

#### La «préparation» de l'élection
Une fois l’encasillado convenu, le ministre de l'Intérieur communiquait aux gouverneurs civils — nommés par le gouvernement « en accord avec les caciques provinciaux » — le résultat qui devait être produit dans les districts et circonscriptions de leur province, et ceux-ci, à leur tour, étaient transmis aux maires, qui étaient les autorités responsables du processus électoral (ils étaient chargés de mettre à jour les listes électorales et d'organiser les bureaux de vote). « Normalement, une lettre menaçante du gouverneur aux maires suffisait, accompagnée d'une note indiquant les désirs du gouvernement en matière électorale. Lorsque les lettres n'avaient pas d'effet, ils recoururent aux « appels aux maires et secrétaires » des villes désobéissantes en présence du gouverneur qui les « pressait » et les forçait à consentir ou bien démissionner.

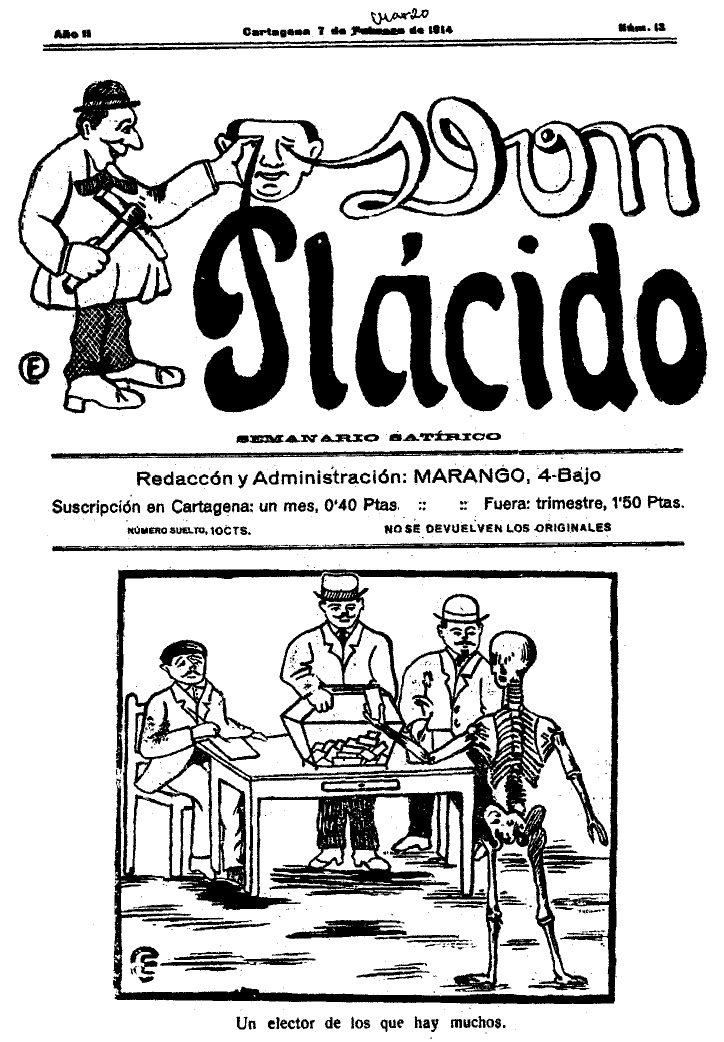
Couverture de l'hebdomadaire satirique Don Plácido, de Carthagène, en 1914. Il montre un squelette votant sur le sous-titre « Un électeur comme il y en a beaucoup », pour dénoncer la fraude électorale par des lázaros (faux électeurs ayant voté en prenant le nom d'une personne décédée qui avait été inscrite frauduleusement au recensement).

Ils étaient menacés d'ouverture de dossiers administratifs, de la réalisation d'inspections — ceux évaluateurs de forêts (montes) étaient particulièrement redoutés car c’étaient eux qui déterminaient si les terres continuaient à être communales — ou de la suspension de tout projet de travaux publics et même en dernier cours de la suspension des conseillers et des secrétaires municipaux,. Si les menaces n'aboutissaient pas, le gouverneur passait à l'action, affirmant que la loi municipale l'autorisait à infliger des amendes aux maires pour manque de respect ou d'obéissance à l'autorité supérieure ou « pour des omissions qui pourraient être préjudiciables au public », ce qui se prêtait à une interprétation très large, voire en les suspendant directement, comme le permettait également la loi municipale. En 1884, le gouverneur civil d'Almería se vantait de s’être débarrassé de soixante conseils municipaux et d'avoir infligé des amendes d'un montant total de 30 000 pesetas . Il en était de même avec les juges municipaux et de première instance, puisque le fait d'avoir des juges sous son influence garantissait que les manipulations électorales resteraient impunies. Ainsi, comme le souligne José Varela Ortega, « la présence, établie par la loi, du pouvoir central dans les corporations locales, constituait la base de l'ingérence du gouvernement dans les élections. […] Il suffisait au gouverneur civil d'exercer « convenablement » ses pouvoirs de supérieur hiérarchique, pour faire des maires « des pantins » au service du gouvernement » .
Le contrôle des corporations municipales permettait de faire le premier pas dans la « préparation du district » qui était la préparation des listes électorales, dont l'élaboration jusqu'à la loi électorale de 1907 revenait aux municipalités — à partir de cette date elle fut confiée à l'Institut géographique et statistique (es). Les listes d’électeurs étaient « gonflées » de noms de personnes inexistantes — souvent les noms des électeurs fictifs étaient tirés des pierres tombales des cimetières, ainsi les personnes qui les « incarnaient » (élus municipaux, huissiers, personnes amenées de l'étranger dans les escadrilles volantes, etc.), étaient appelés « lázaros », car ils avaient « ressuscité » — ou « allégé » en éliminant les électeurs « hostiles »,. À l'époque du suffrage censitaire (1878-1890), les quotas fiscaux étaient manipulés de sorte que les personnes qui pourraient ne pas voter pour le candidat encasillado furent exclues des listes. Grâce à cette procédure lors des élections de 1884, le ministre de l'Intérieur Francisco Romero Robledo réduisit le nombre d' électeurs dans la circonscription de Madrid de 33 205 à 12 250 .  
L'étape suivante était le contrôle des bureaux de vote, qui se faisait par l'intermédiaire des maires qui étaient chargés de leur organisation (d'où encore l'importance d'avoir des conseils municipaux sous sa coupe pour que le résultat des élections soit celui souhaité). Le contrôle des bureaux de vote « s'effectuait soit en falsifiant l'élection de leurs membres, soit en manipulant le recensement ou les signatures qui les élisaient […]. À Trebujena (Jerez) en 1884, le maire força les électeurs qui avaient signé la liste libérale des membres du bureau à retirer leurs noms, les transférer à la candidature officielle et, en outre, arrêta les participants à une réunion tenue pour protester contre ses agissements ».

#### Jour des élections: le «pucherazo»
Une fois la « fidélité » du conseil municipal garantie, le résultat souhaité était assuré en recourant à toutes sortes de méthodes frauduleuses, auxquelles la loi électorale de 1907 prétendait mettre fin, mais en vain car il n'y eut pas de volonté politique de l'appliquer, si bien que la fraude continua. Bon nombre des mécanismes de fraude électorale n'étaient pas nouveaux mais étaient déjà utilisés depuis le règne d'Isabelle II, comme en témoigne déjà une loi votée en juin 1864 qui sanctionnait les manipulations, la corruption et les fraudes pendant le processus électoral. Elle comprenait une trentaine d’agissements qualifiés de délits électoraux. Le terme générique « pucherazo » — littéralement « renversement du pot » (c'est-à-dire de l'urne) —, fut utilisé pour désigner tout type d’action frauduleuse.

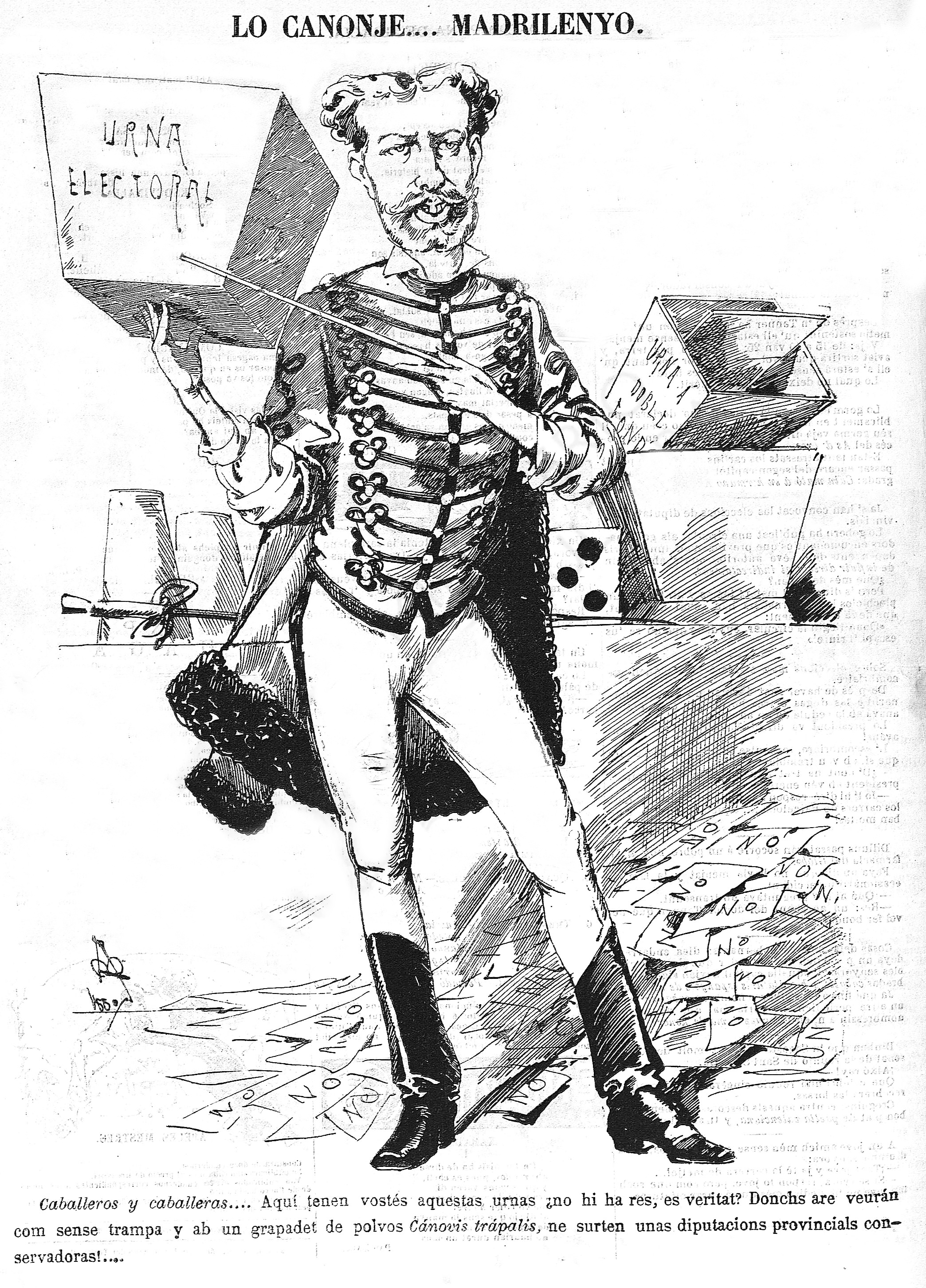
Caricature de La Campana de Gracia (1880) intitulée Lo canonje... madrilenyo (« Le chanoine... madrilène ») dénonçant le pucherazo. Le prestidigitateur est le ministre de l'Intérieur Francisco Romero Robledo. La légende de l'image dit (en catalan) : « Messieurs et mesdames… Voici des urnes, il n'y a rien, n’est-ce pas ? Eh bien, maintenant vous allez voir comment sans tricher et avec une poignée de poudres Cánovis trápalis, en sortent des députations provinciales conservatrices ».

Toutes sortes de subterfuges étaient utilisés, comme la diffusion de fausses nouvelles sur le retrait à la dernière minute du candidat rival, la modification des horaires de vote ou le déplacement sans publicité du bureau de vote,,. Les bulletins adverses étaient « escamotés » et ceux favorables étaient déposés dans l'urne — embuchado ou bolilleo comme on disait à Bilbao — et on en venait même à l'extrême de s'introduire violemment dans le collège électoral et d’y casser les urnes pour provoquer l'annulation de l'élection, si un résultat défavorable était prévu.
En cas de besoin, bien que cela fût relativement rare, les votes pouvaient être simplement achetés — aux élections de 1907, le comte de Romanones payait de cinq à quinze pesetas par vote  — ou on recourait à la violence et à l'intimidation de la Partida de la porra (es) (le « parti de la matraque »),. Il y eut même des détentions d'électeurs, menées par les forces de l'ordre public, pour les empêcher de participer au vote, comme par exemple à Ciudad Rodrigo en 1890.
Cependant, comme le relève José Varela Ortega, « la coaction physique était très rare. Celle qui fut la plus courante consista à forcer la volonté des électeurs dépendants de l'administration. Et à un certain degré, ils étaient tous forcés — et pas seulement les fonctionnaires — car chaque ministère avait des incidences sur une sphère de la vie publique et disposait d'un arsenal coercitif pour intervenir dans la vie privée des électeurs ». « En plus de ces coactions sur les individus, l'administration, en tant que premier employeur du pays, pouvait contraindre directement « l'élément officiel tel que les maires de quartier, les veilleurs de nuit, les collecteurs d’impôts et autres personnages qui composaient la dénommée cour électorale ».
Si tout cela ne suffisait pas, les urnes étaient simplement remplacées par d'autres remplies de votes en faveur du candidat encasillado, ce qu’on appelait le « pucherazo » à proprement parler, ou simplement les procès-verbaux des résultats étaient falsifiés,,.
Cependant, dans la grande majorité des bureaux de vote, il n'y avait pas de violence le jour du scrutin, car la « préparation du district » (manipulation des listes électorales et des autorités locales) « rendait généralement inutile la coactions explicites ». Mais la raison fondamentale pour laquelle elles n'étaient pas nécessaires reposait sur le manque de compétition politique et la démobilisation de l'électorat qui en résultait — ce qui constituait la principale caractéristique du système, selon Valera Ortega —. En effet, lorsque dans une élection (comme en 1886, 1891 ou 1903) le ministre de l'Intérieur décida de ne pas intervenir pour que les votes soient « propres », les caciques occupèrent leur poste et commirent toutes les fraudes qui s’avéraient nécessaires. L'abstention aux élections de la Restauration était massive, bien supérieure à ce que reflétaient les procès-verbaux des tableaux qui étaient systématiquement falsifiés — les bureaux de vote où pratiquement personne n'avait voté apparaissaient ensuite dans les données officielles avec une participation supérieure à 80 % ; dans de nombreux districts ruraux, il n'était pas rare que l'on atteignit officiellement 100 % ; dans les zones urbaines, la participation n'a jamais dépassé 20 % même si selon les chiffres officiels elle s’élevait à plus de 75 % —. Un diplomate étranger le constata :

« Dans les villages et petites villes [pueblos], les maires dirigeaient [l’élection], et dans les collèges électoraux, généralement déserts, régnait un silence et une solitude interrompus, seulement de temps en temps, par les pas hésitants d’un électeur qui, sous la contrainte, pour ne pas perdre un colonat ou une aparcería ou pour se soustraire à une contribution dont il était menacé, [allait] déposer dans l’urne un bulletin où [avait] écrit sa pensée politique, en lettre romaine espagnole, la main du secrétaire de la municipalité, en règle générale, un calligraphe assez habile. »

Selon José Varela Ortega, « Évidemment, nous ne devons pas oublier l'élément coercitif qui existait dans la relation caciquil, mais pas non plus l’exagérer. Le caciquisme était aussi, voire principalement, un pacte dont le fonctionnement reposait sur le consensus, plus que sur l’imposition violente, et il vivait non tant de la répression que grâce à l’indifférence ; l'abstention n’était pas ce à quoi le gouvernement obligeait, mais ce dont il profitait ».
Une fois l'élection réalisée — elle avait lieu un dimanche, de 8 heures du matin à 4 heures de l'après-midi —, les candidats élus se présentaient à Madrid pour constituer les Cortès. Il restait une dernière possibilité de révoquer l'élection d'un candidat non encasillado par le processus de vérification des procès-verbaux, puisque le Congrès des députés (à majorité « ministérielle ») était habilité à les revoir s'il trouvait quelque « défaut de forme ».

## Incapacité du système à évoluer vers un régime démocratique
Avec l'introduction du suffrage universel (masculin) en 1890 (le nombre d’électeurs passant de 800 000 à 4 800 000 électeurs) il devint plus difficile d'obtenir la victoire des candidatures ministérielles dans les grandes villes comme Madrid, Barcelone ou Valence (qui ne représentaient que 10 % de la population néanmoins), comme en témoigne l'augmentation du nombre de députés républicains élus dans ces circonscriptions (en coalition avec les socialistes à partir de 1910), y atteignant parfois même la majorité. Une situation similaire se présenta avec les députés carlistes élus par la Navarre et le Pays basque, et avec les catalanistes de la Lliga Regionalista dans la circonscription de Barcelone à partir de 1901). Malgré tout, ni les républicains, ni les socialistes, ni les carlistes n'obtinrent jamais atteint une représentation parlementaire susceptible d’inquiéter le gouvernement de turno — par exemple, le nombre de députés républicains s’éleva au maximum à 36, en 1903, sur un total de 400, et des socialistes, 7 en 1923 —.
Selon Carlos Dardé, deux raisons expliquent que l’implémentation du suffrage universel échoua à mettre fin au mécanisme du turno et à ainsi démocratiser la vie publique.
En premier lieu, les circonscriptions rurales (uninominales) restèrent majoritaires (représentant environ 300 députés sur un total d'environ 400) et les « réseaux de caciques » continuèrent de fonctionner. Et les circonscriptions plurinominales dans lesquelles se situaient les grandes villes (une centaine de députés) incluaient toujours de grandes zones rurales, si bien que les votes de celles-ci (contrôlées par les caciques) pouvaient « noyer » les votes urbains beaucoup plus indépendants, et c'est ainsi que le triomphe des candidats de l’encasillado était assuré. Cette raison a également été soulignée par José Varela Ortega : « Les circonscriptions avec scrutin de liste, contrairement aux attentes, ne suffirent pas à encourager la mobilisation ; compte tenu de la prédominance de l'électorat rural, la mise en place d'une machinerie électorale urbaine destinée à recruter les votes des citoyens au lieu d'organiser des soumissions de clients, n'en valait pas la peine, puisque le prix électoral dans les votes urbains était considérablement inférieur à celui qui pouvait être obtenu en arrivant à un accord avec les caciques des campagnes ».
En second lieu, et surtout, « La condition sociale — économique et culturelle — des nouveaux électeurs, et leur horizon politique. L'immense majorité, masculine, qui avait obtenu le droit de vote n'était pas constituée des classes moyennes et ouvrières de caractère urbain, ou de paysans indépendants, engagés dans un projet politique démocratique, mais par des masses rurales extrêmement pauvres et analphabètes, totalement étrangère à un tel projet, avec l'espoir d'une révolution sociale, dans la moitié sud du pays, et du triomphe du carlisme, dans une bonne partie du nord ; des masses qui, de surcroît, avaient connu soit une forte répression policière [les journaliers andalous, par exemple], soit une défaite dans une guerre civile [les carlistes] ».

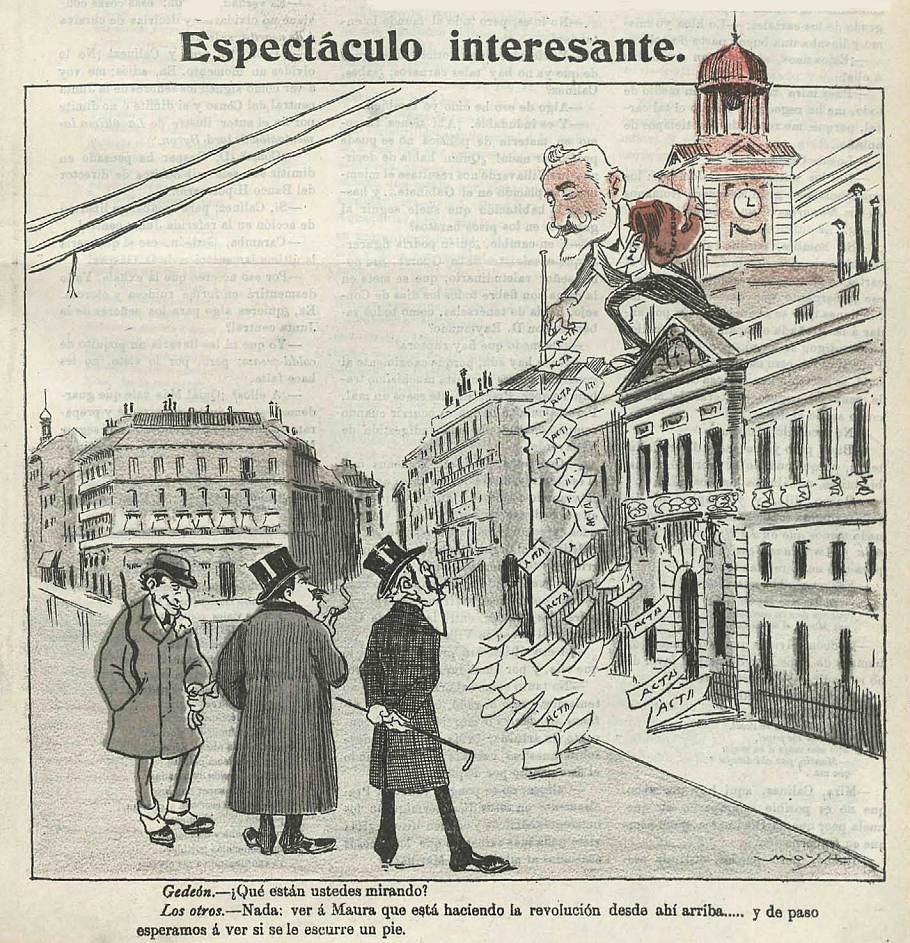
Caricature satirique sur la « révolution d'en haut » du leader conservateur Antonio Maura publiée dans Gedeón en 1903 sous le titre « Spectacle intéressant ». Elle représente la contradiction de la révolution d'en haut de Maura qui prétendait de démocratiser le système mais recourant au système caciquil et à la fraude électorale pour obtenir la majorité nécessaire aux Cortès pour approuver la réforme.

José Varela Ortega, signale un troisième facteur — pour lui le plus fondamental — : « le manque de partis « modernes », fondés sur l'opinion publique, et l'existence, au contraire, de partis de caciques basés sur de petites clientèles plus intéressées par les faveurs personnelles que dans les engagements idéologiques » puisque les partis du turno « consistaient en un conglomérat de factions qui n'étaient que ténuement liées à un appareil centralisé de parti ». Varela Ortega cite un écrit regénérationniste qui faisait un bon diagnostic — « À qui la faute ? De tous : du gouvernement qui prostitue le corps électoral et du corps électoral qui se laisse prostituer » — et proposait le bon remède — « raviver l'opinion ; élire de dignes députés » —. Varela Ortega indique également que les politiciens de la Restauration « n'étaient pas anti-démocratiques pour des raisons de principe » — en fait, les critiques les plus dures contre le caciquisme venaient d'eux — mais ils éatient rétifs au changement à cause « du prix qu'exigeait la démocratie : la mobilisation politique ». « En premier lieu, il leur était difficile de se défaire de leurs propres organisations de caciques, d'autant plus que la pression de l'opinion publique pour qu’ils le fassent était faible. Deuxièmement, ils craignaient de les détruire. Car à l'époque, c’était un lieu commun qu’abandonner le jeu politique dans les mains d'un électorat malléable et soumis équivalait à le laisser à la discrétion du ministre de l'Intérieur du parti au pouvoir, qui pouvait, en excluant ses rivaux, provoquer une retombée dans la spirale du golpisme. […] Les politiciens libéraux se sentirent coincés entre ce qu'ils considéraient comme la folie cantonale et le cauchemar d'assister au triomphe final de « l'ennemi commun », le carlisme, « jouant au pompier contre-révolutionnaire » ».
Varela Ortega souligne que « l'abandon du principe de souveraineté nationale enferma le régime dans une impasse dont il était difficile de sortir. Les politiciens dynastiques ont toujours soutenu que le rôle arbitral assigné à la Couronne était indispensable jusqu'à ce que des partis d'opinion surgissent pour le remplacer. Mais le fait est que, pour y parvenir, le caciquisme devait être détruit en mobilisant l'opinion et en faisant de l'électorat la source du pouvoir politique. Et cela, à son tour, impliquait de s'attaquer précisément aux prérogatives que la pratique politique avait assignées à la Couronne. Les politiciens restaurateurs n'ont jamais réussi à résoudre la contradiction dans laquelle ils étaient pris ; c'est-à-dire apporter la démocratie sans les dangers et les inconvénients de la mobilisation. […]. Maura avertit ses collègues qu'un régime libéral dépourvu du soutien de l'opinion publique pourrait facilement être victime d'un coup de sabre. Finalement, c’est ce qui eut lieu ». Selon Varela Ortega, le coup d'État de Primo de Rivera en 1923 « ruina également les espoirs d'une transformation démocratique » et dès lors il devint clair que la démocratie « ne pouvait s'incarner que dans un régime républicain ; et c'est ainsi que la dictature de Primo de Rivera finit par favoriser la cause des républicains. Car ces derniers, qui se retrouvèrent maître du champ politique et sans concurrents ni système caciquil, […] gagnèrent en un jour ce qu'ils n'avaient pu obtenir en plusieurs années ».